# فهرست پارک‌های ایروان
این فهرست شامل پارک‌های اصلی شهر ایروان، پایتخت جمهوری ارمنستان می‌باشد.

## ناحیه آجاپنیاک

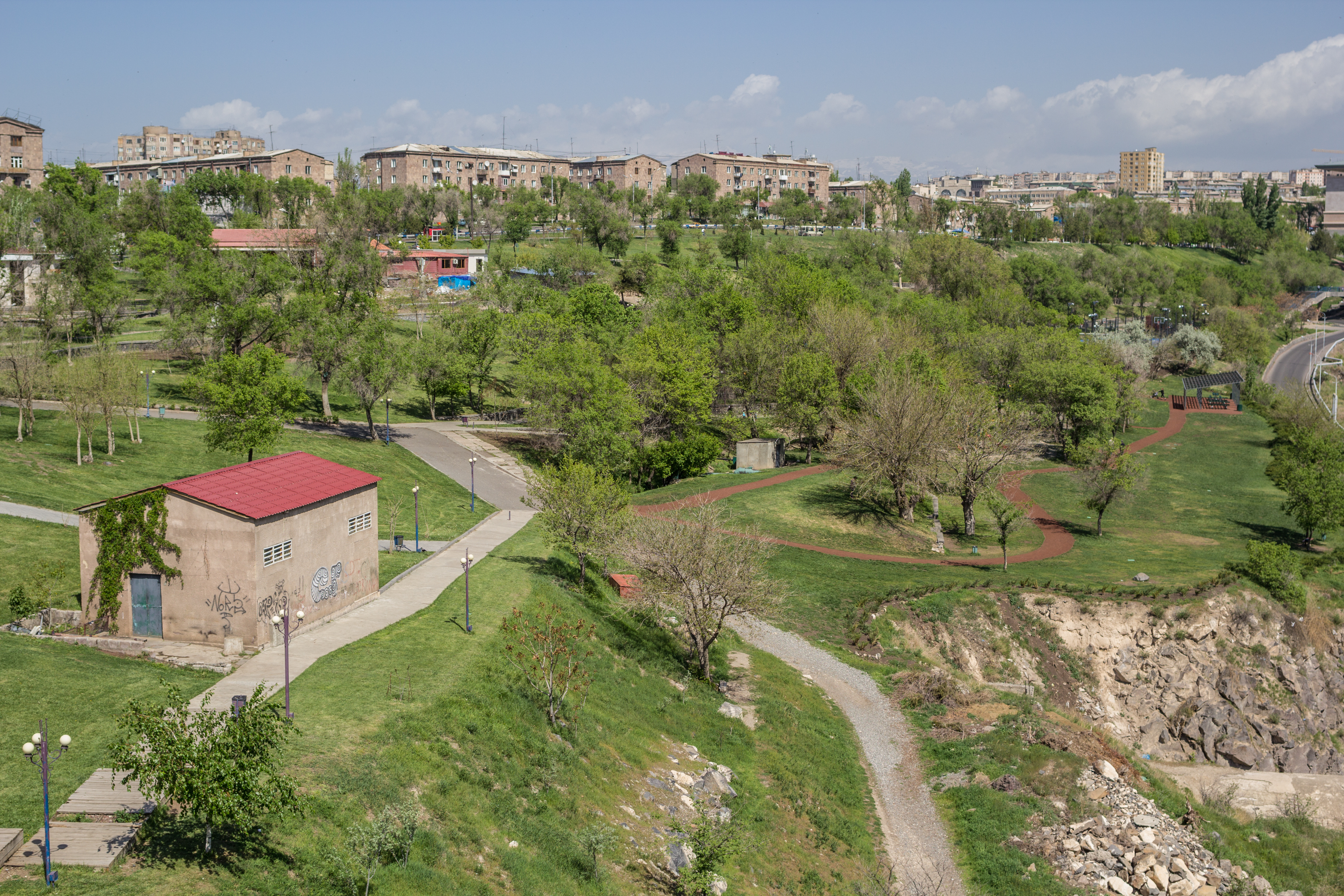
پارک تومانیان
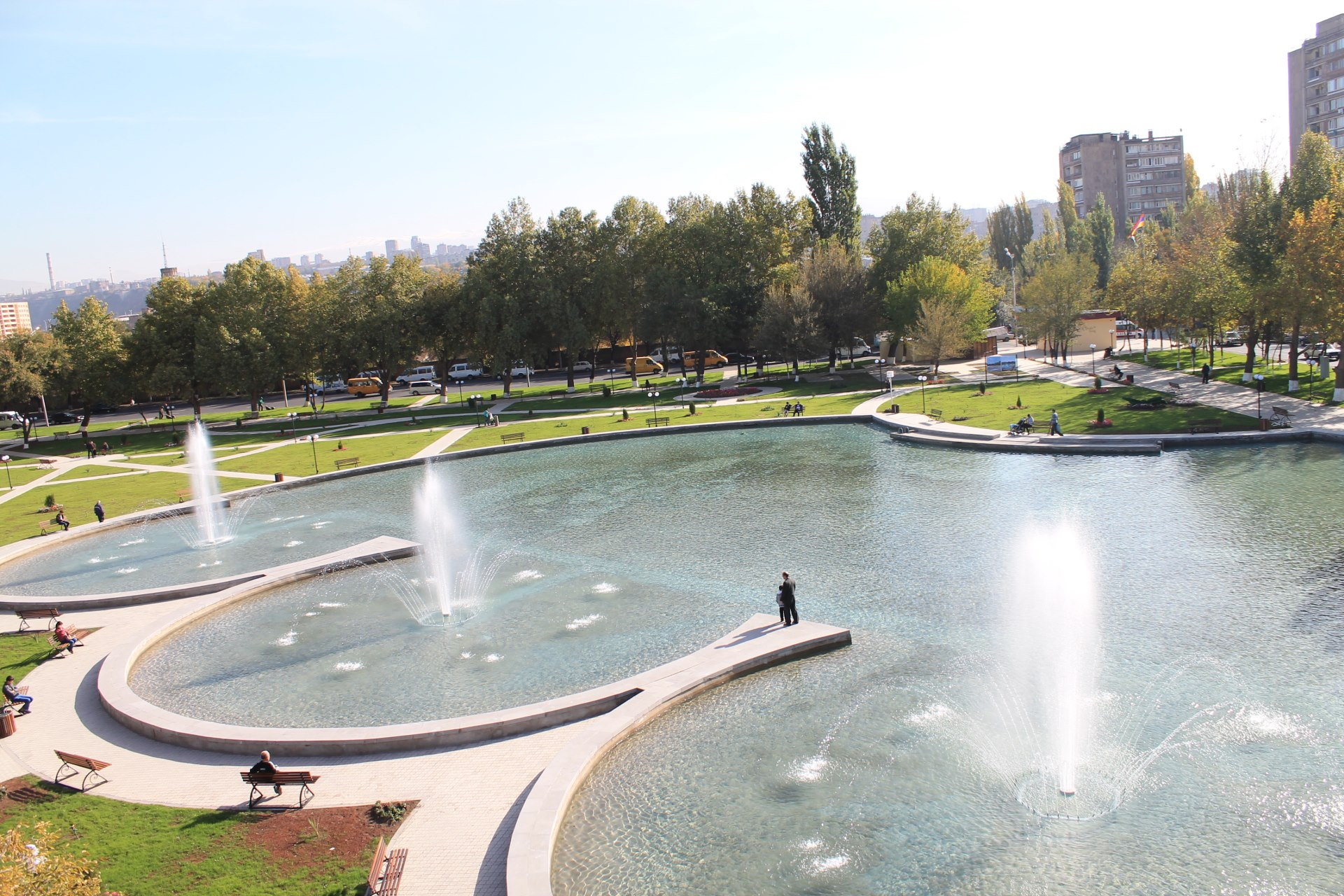
پارک بوئنوس آیرس

- پارک تومانیان
- پارک بوئنوس آیرس

## ناحیه آرابکیر

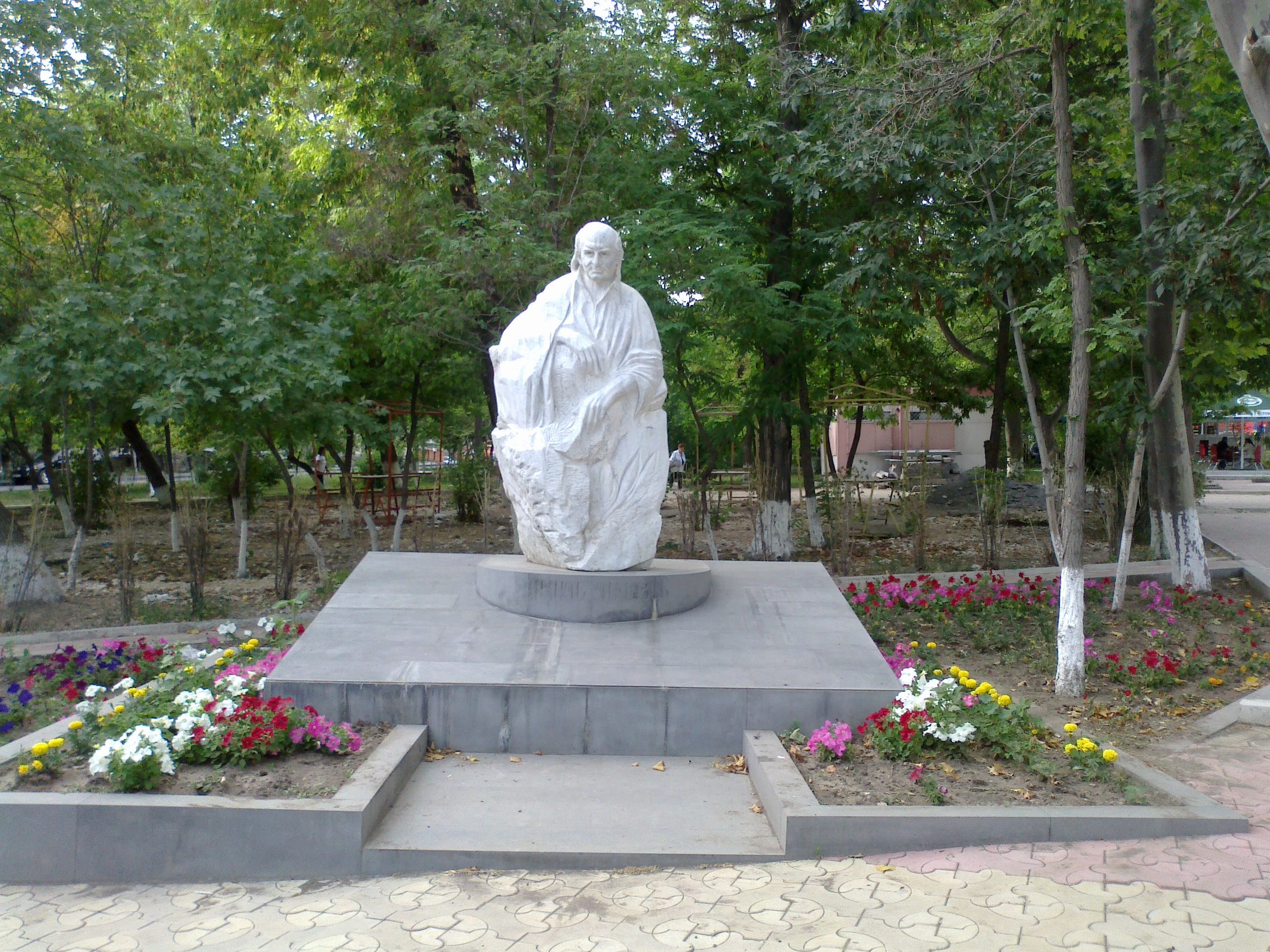
پارک واهاگن داوتیان
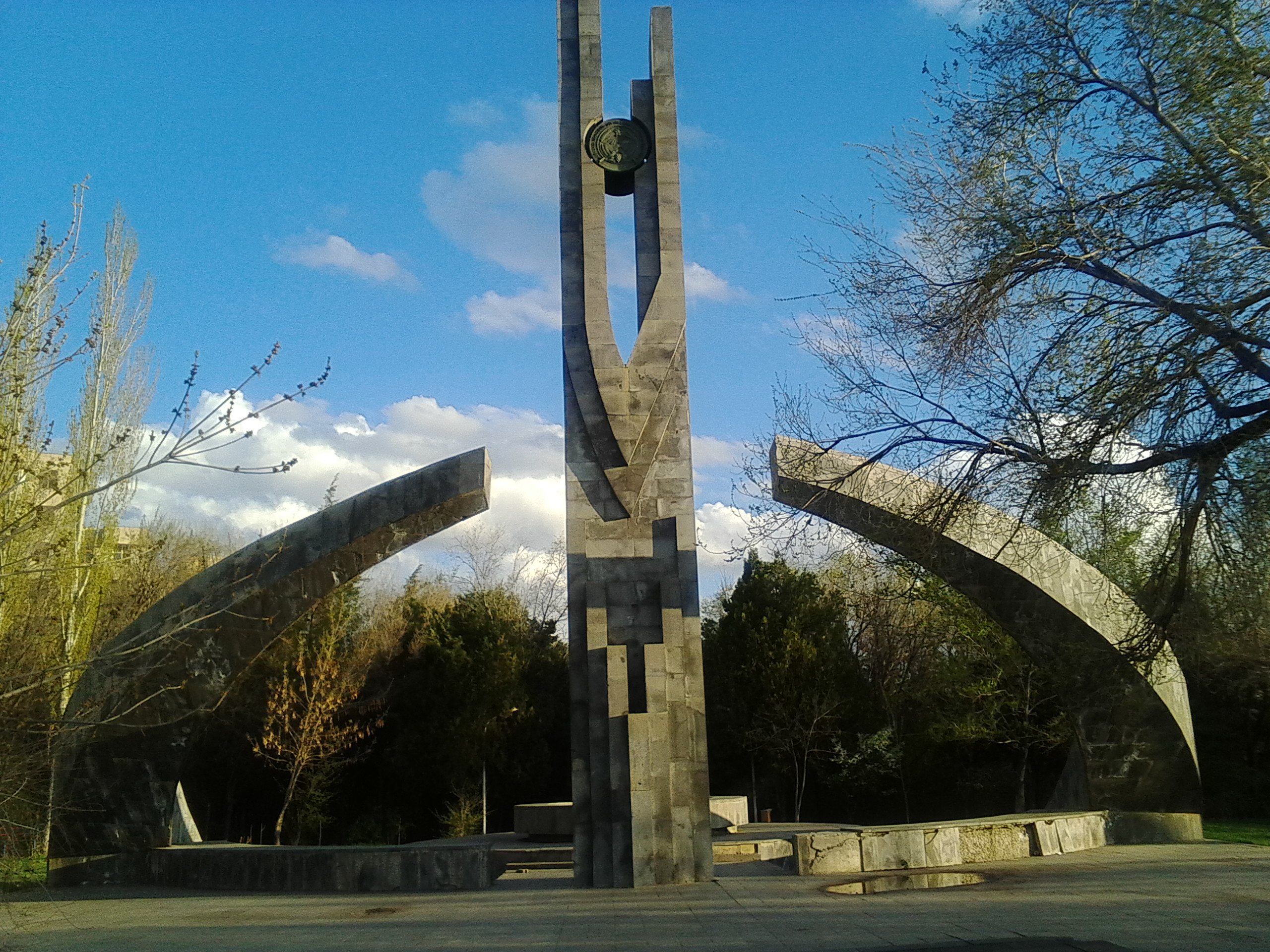
پارک نور آرابکیر

- پارک واهاگن داوتیان
- پارک نور آرابکیر

## ناحیه آوان

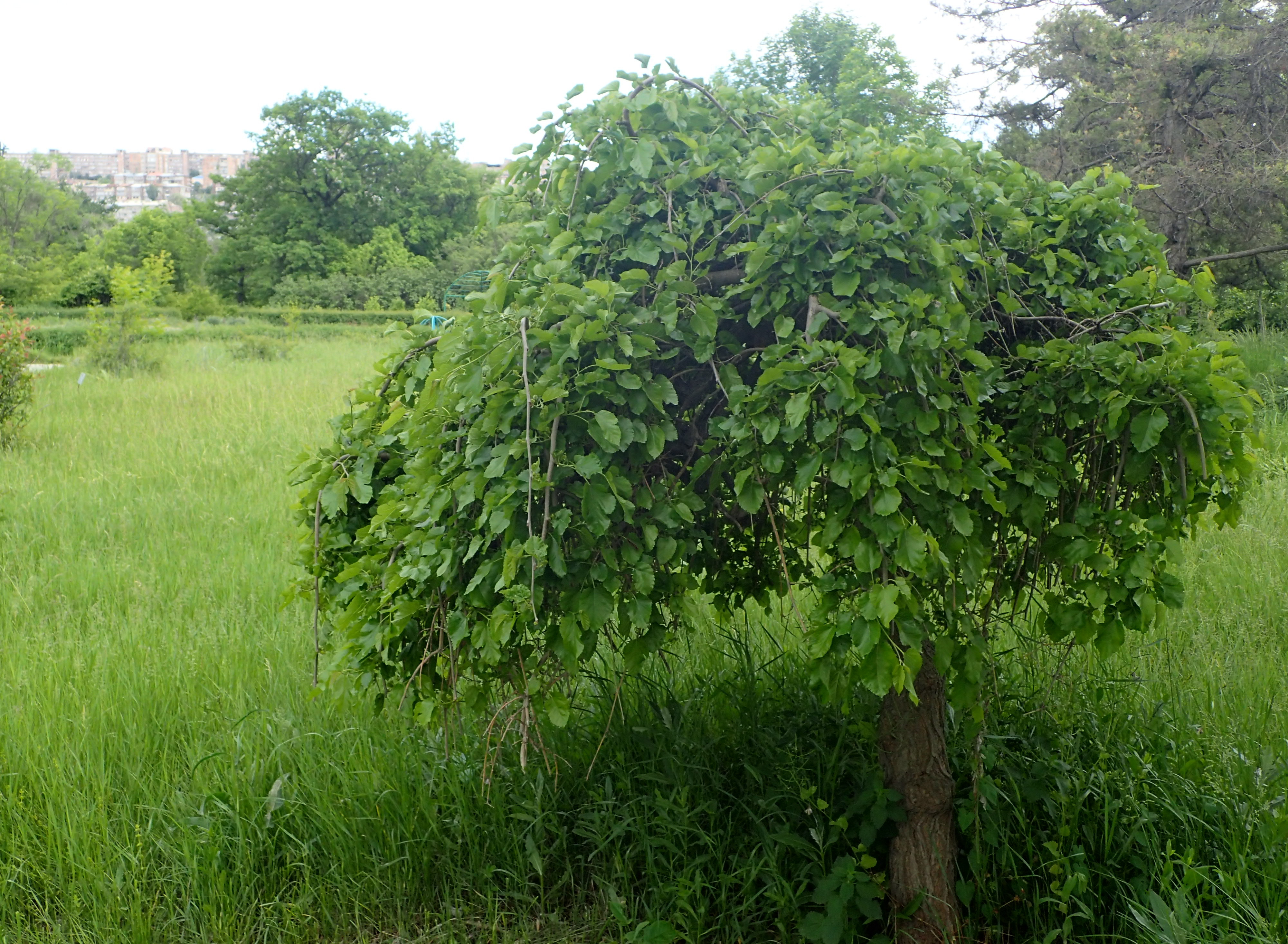
باغ گیاه‌شناسی ایروان
- پارک آوان
- پارک خانواده

- باغ گیاه‌شناسی ایروان

## ناحیه داوتاشن
- پارک داوتاشن

## ناحیه اربونی

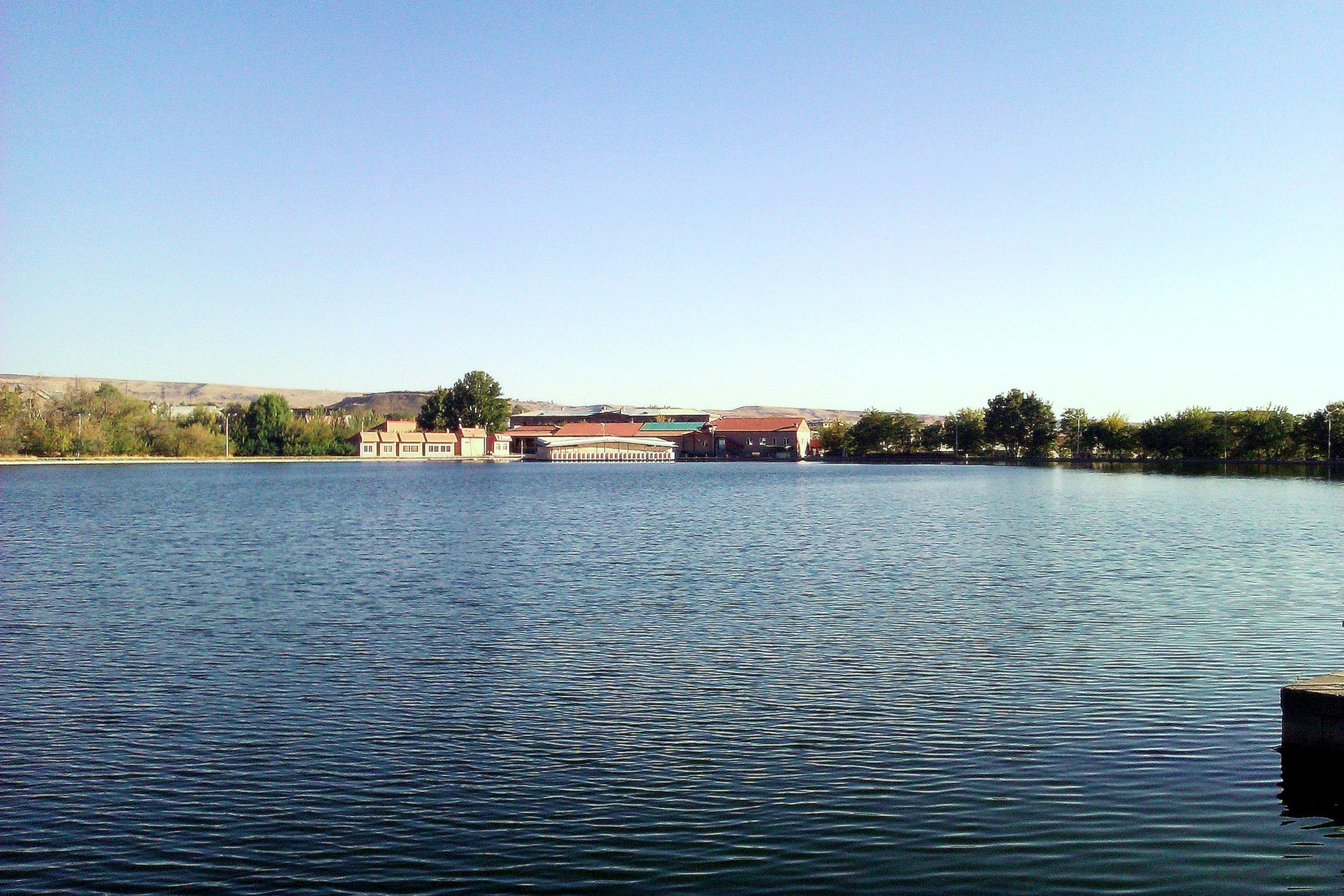
پارک لیون
- پارک آزادیخواهان

- پارک لیون

## ناحیه کاناکر زیتون
- پارک پیروزی
- David Anhaght Park
- Paruyr Sevak Garden

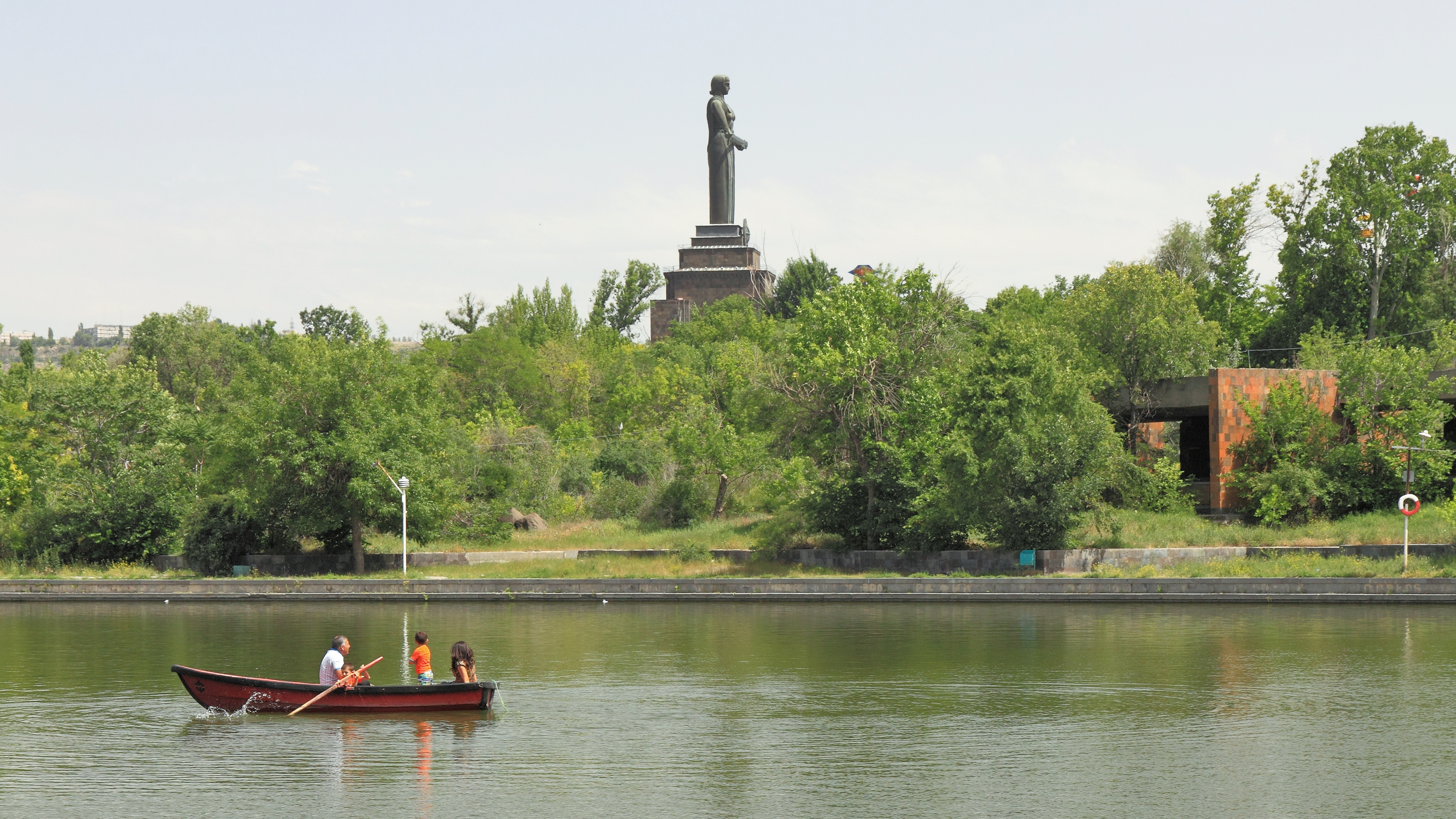
دریاچه آرنی در پارک پیروزی
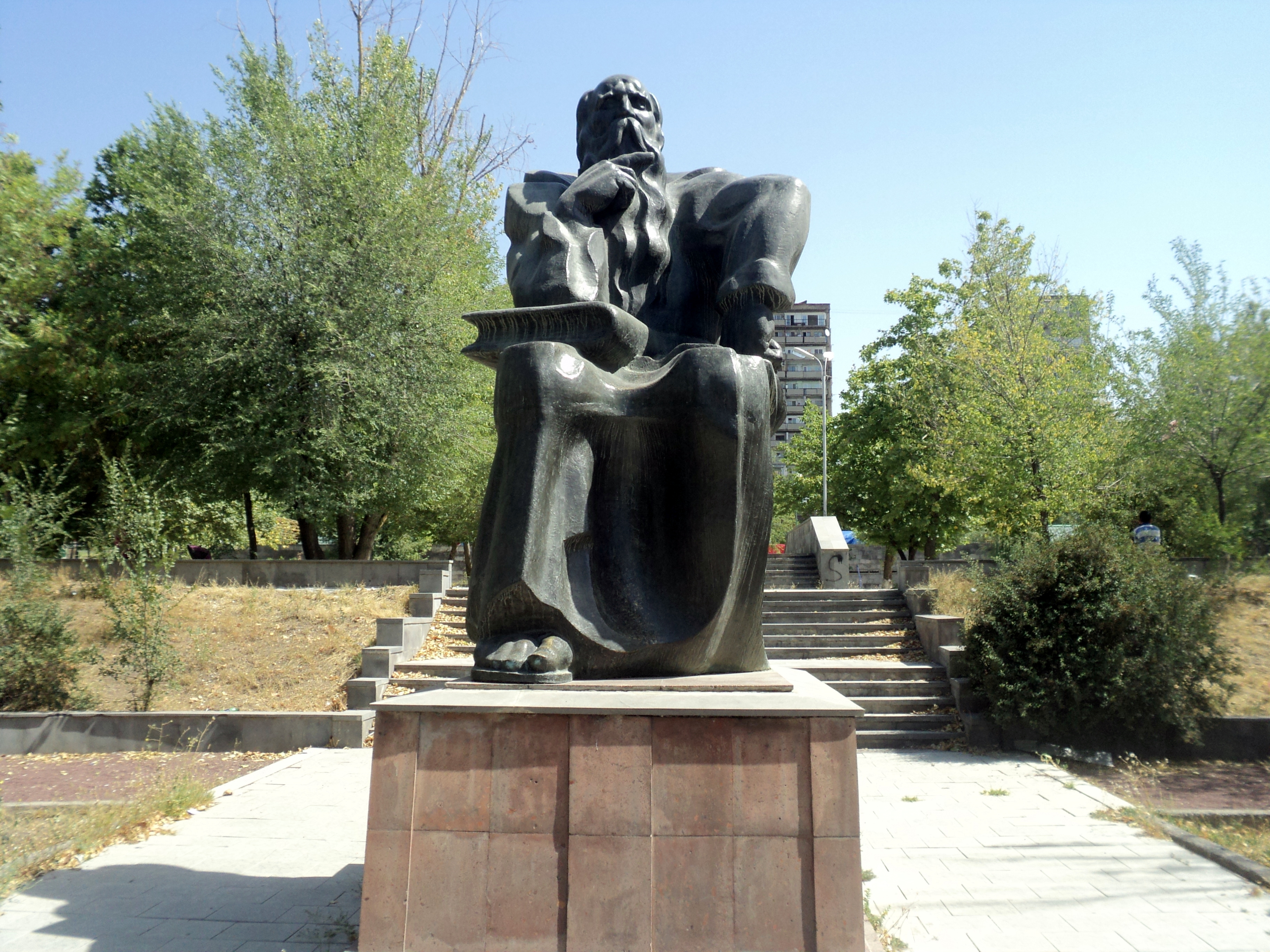
پارک داویت آنهاقت
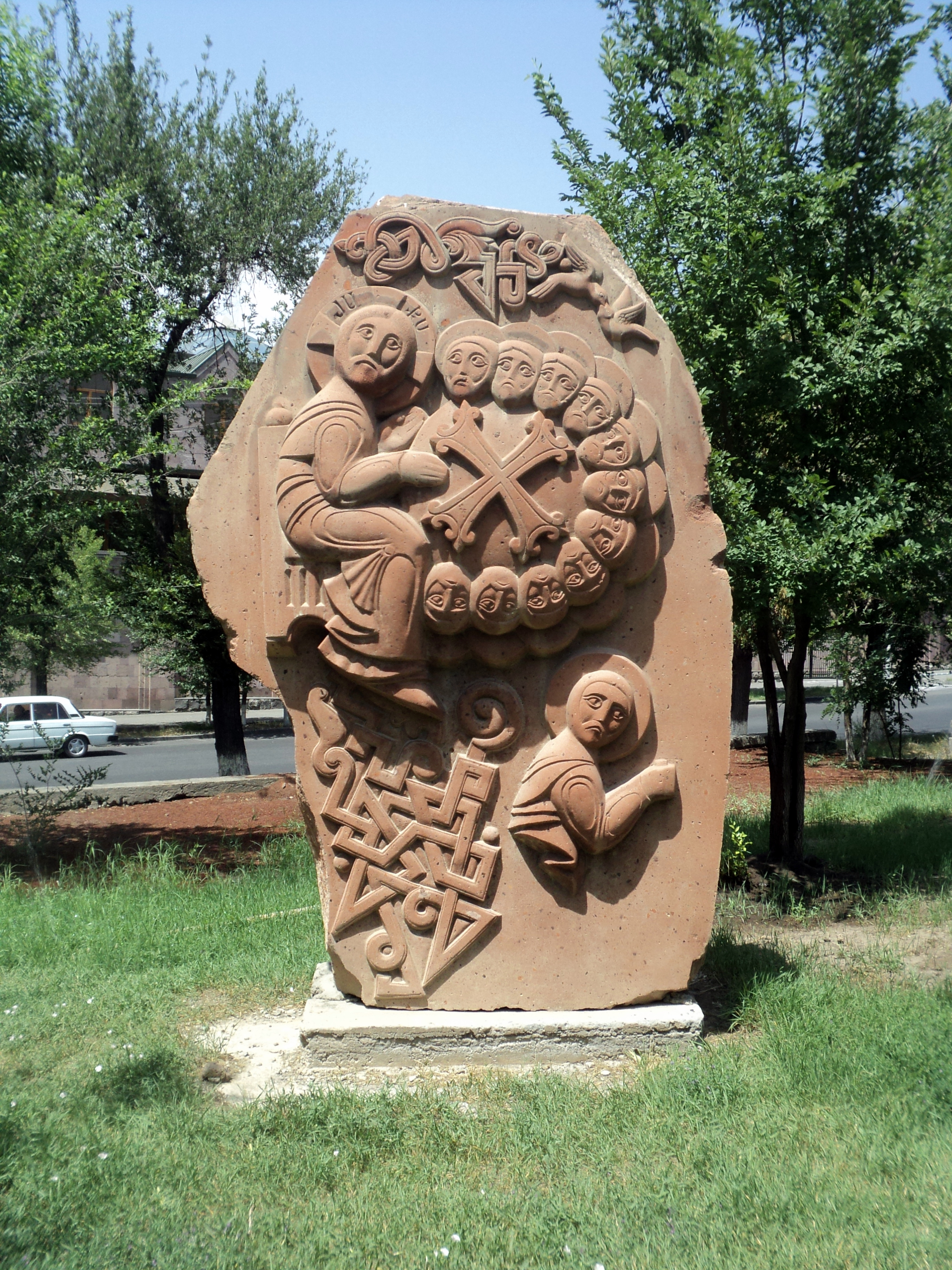
باغ بارویرْ سِواگ

## ناحیه کنترون

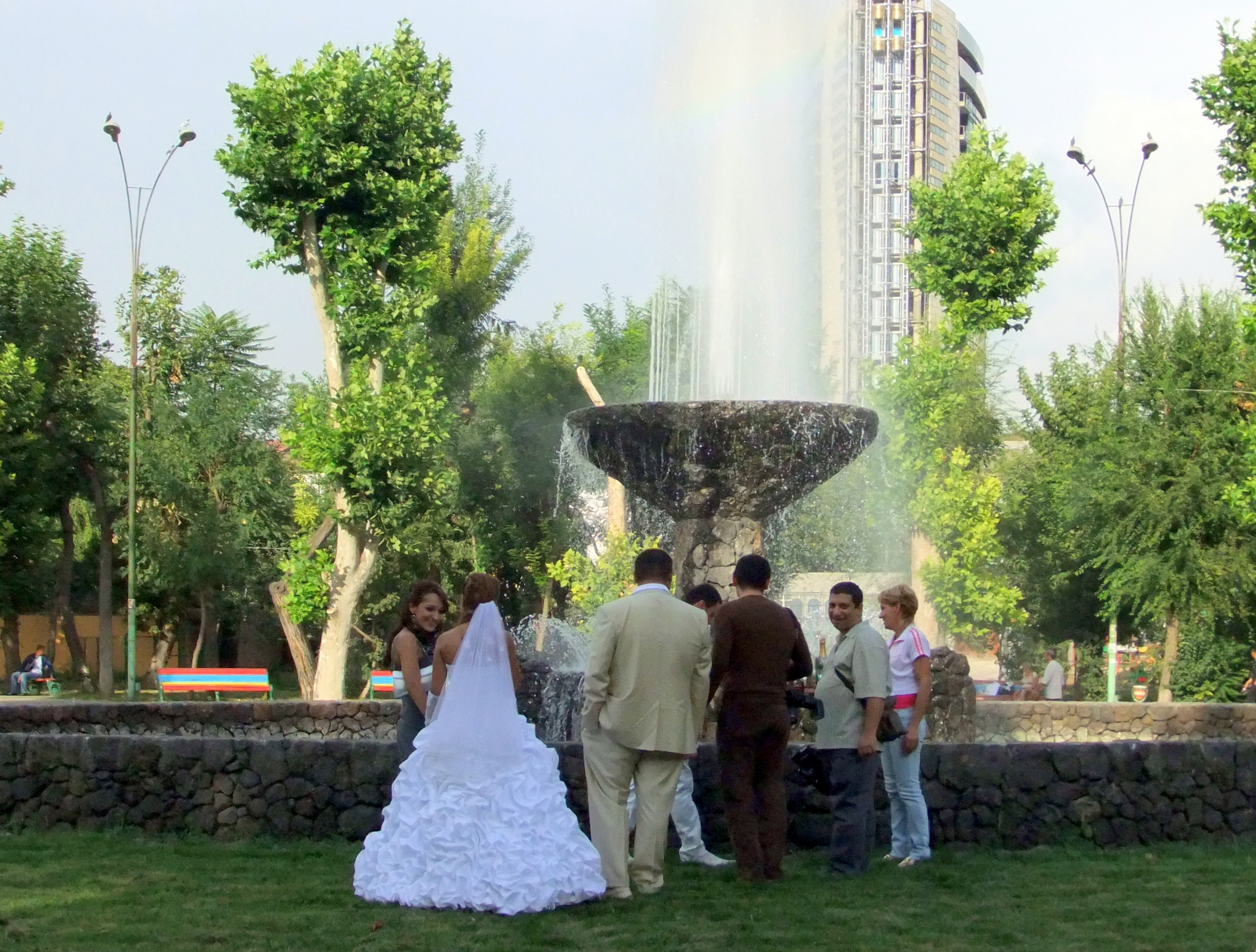
پارک انگلیسی
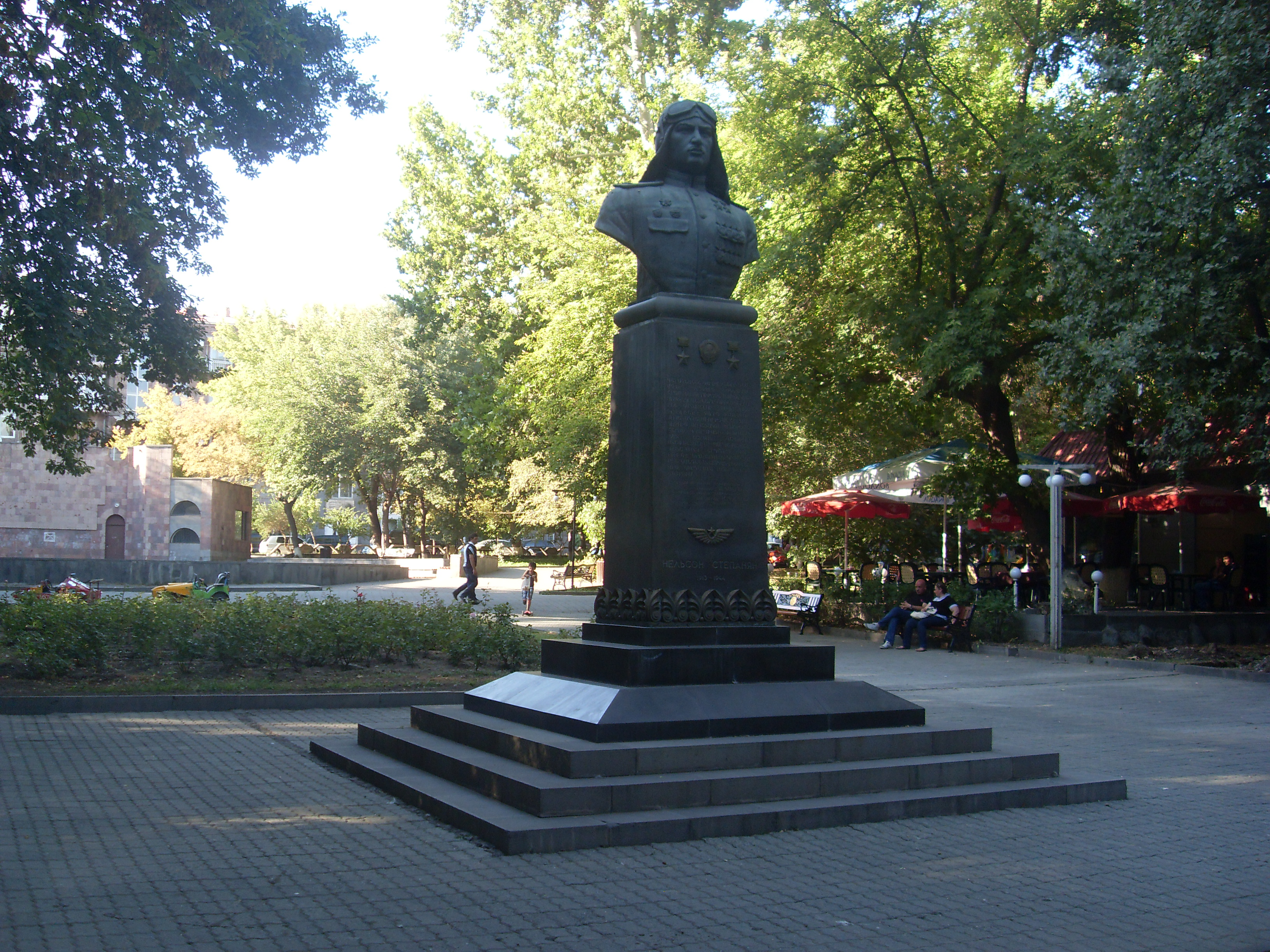
پارک کودکان
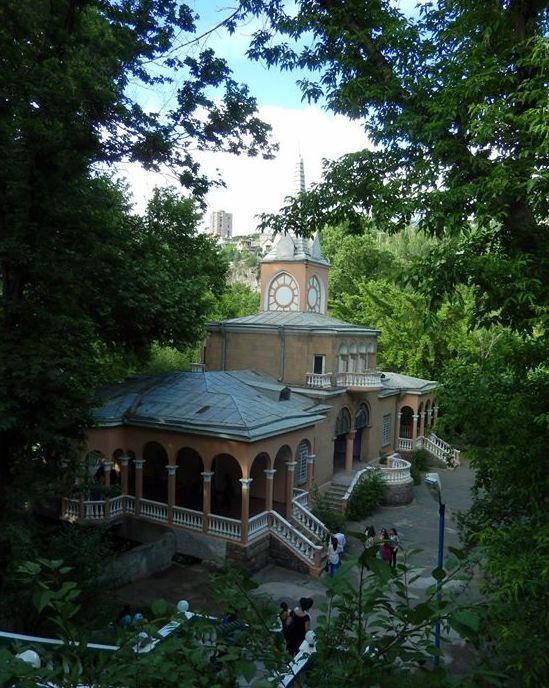
Yerevan Children's railway
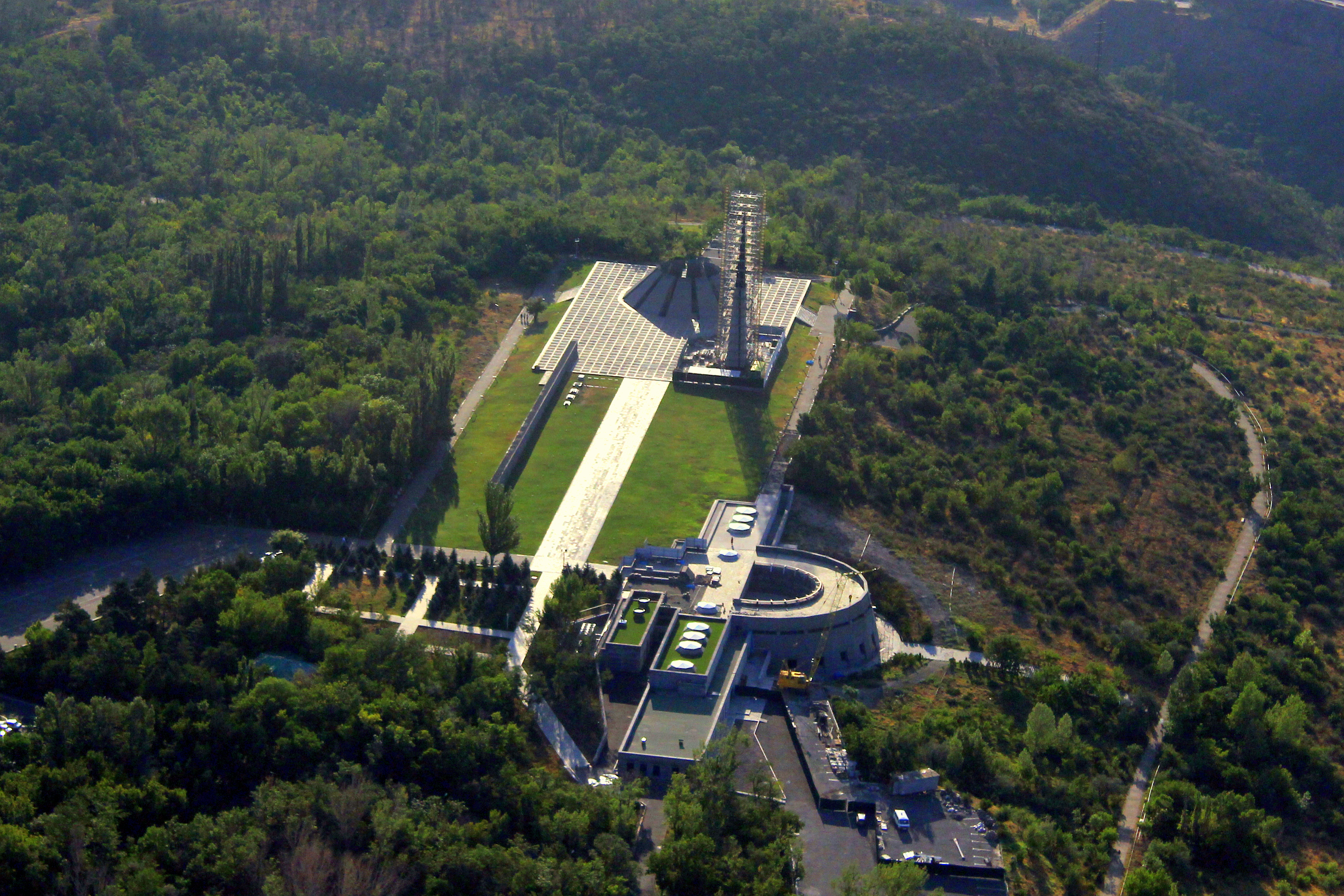
پارک تسیسرناکابرد
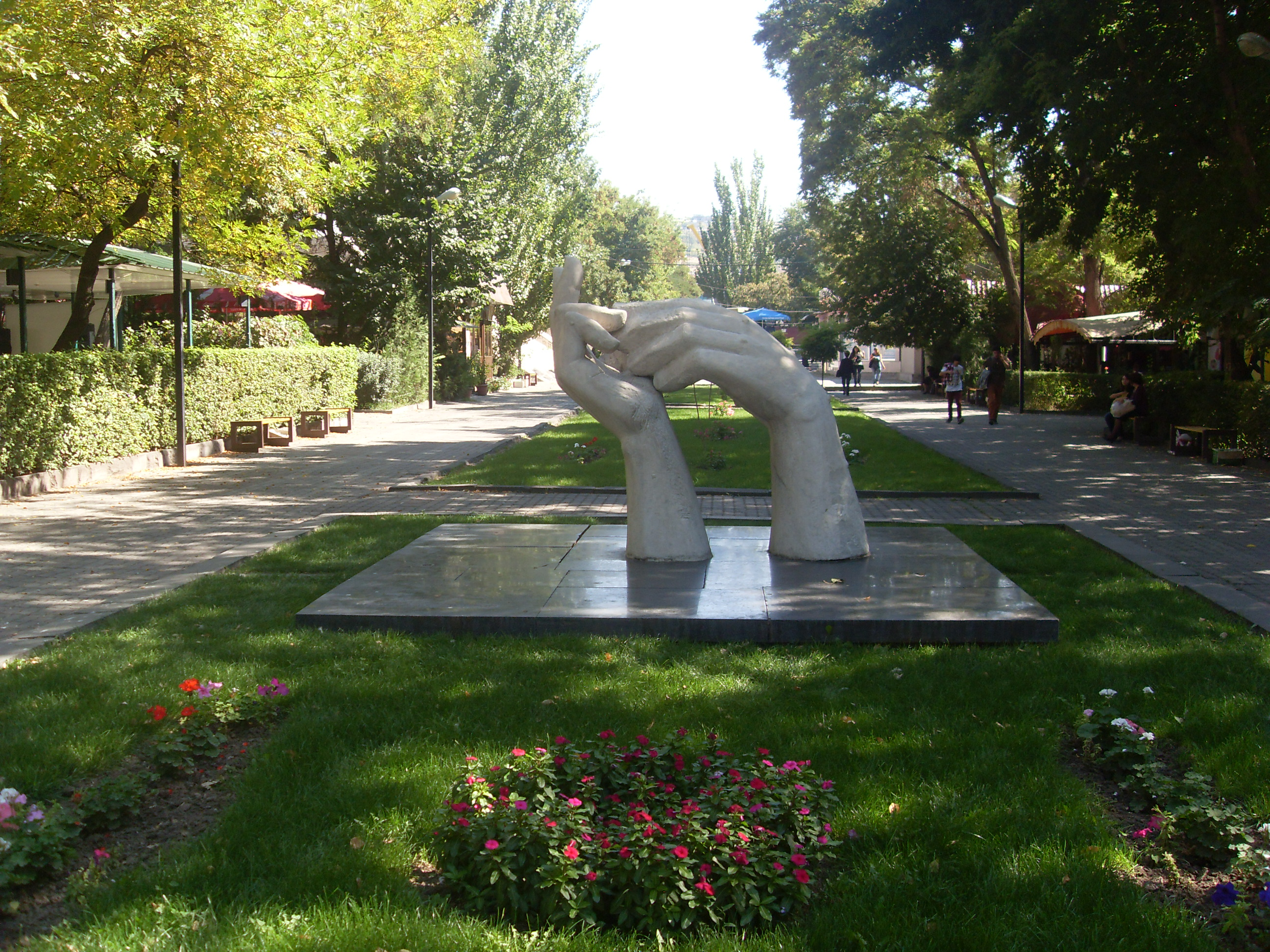
پارک دایره‌ای
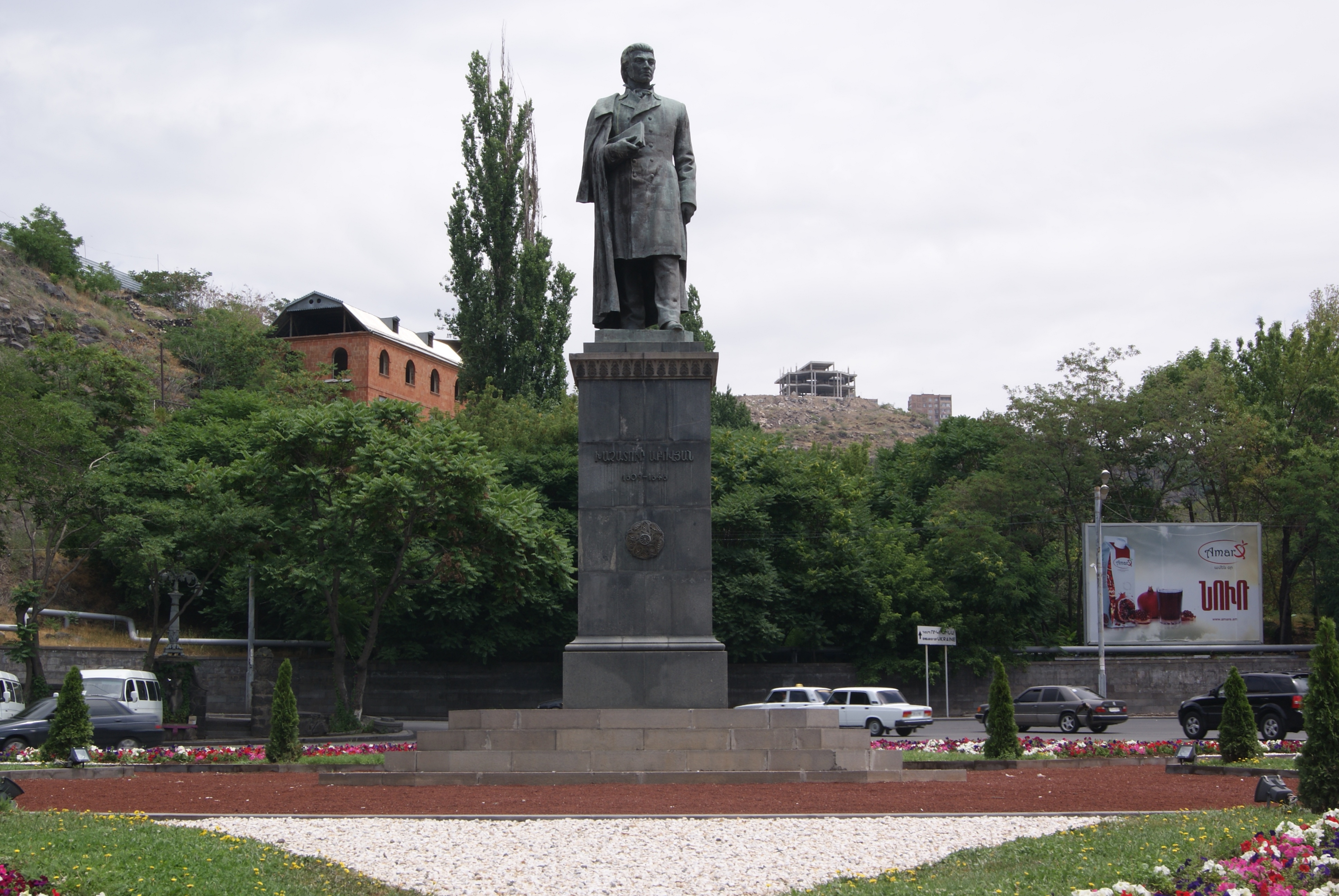
پارک خاچاتور آبوویان
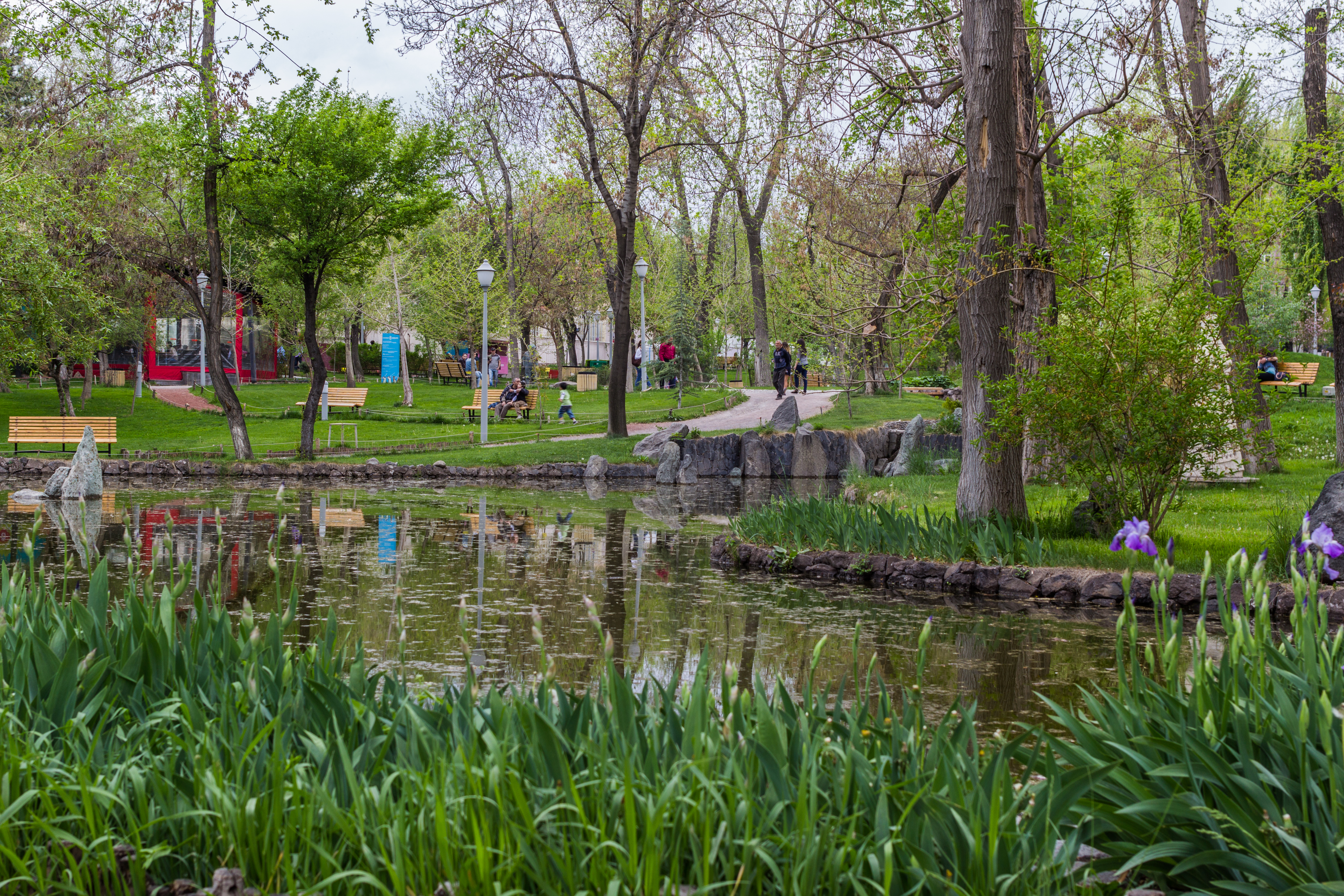
پارک عشاق
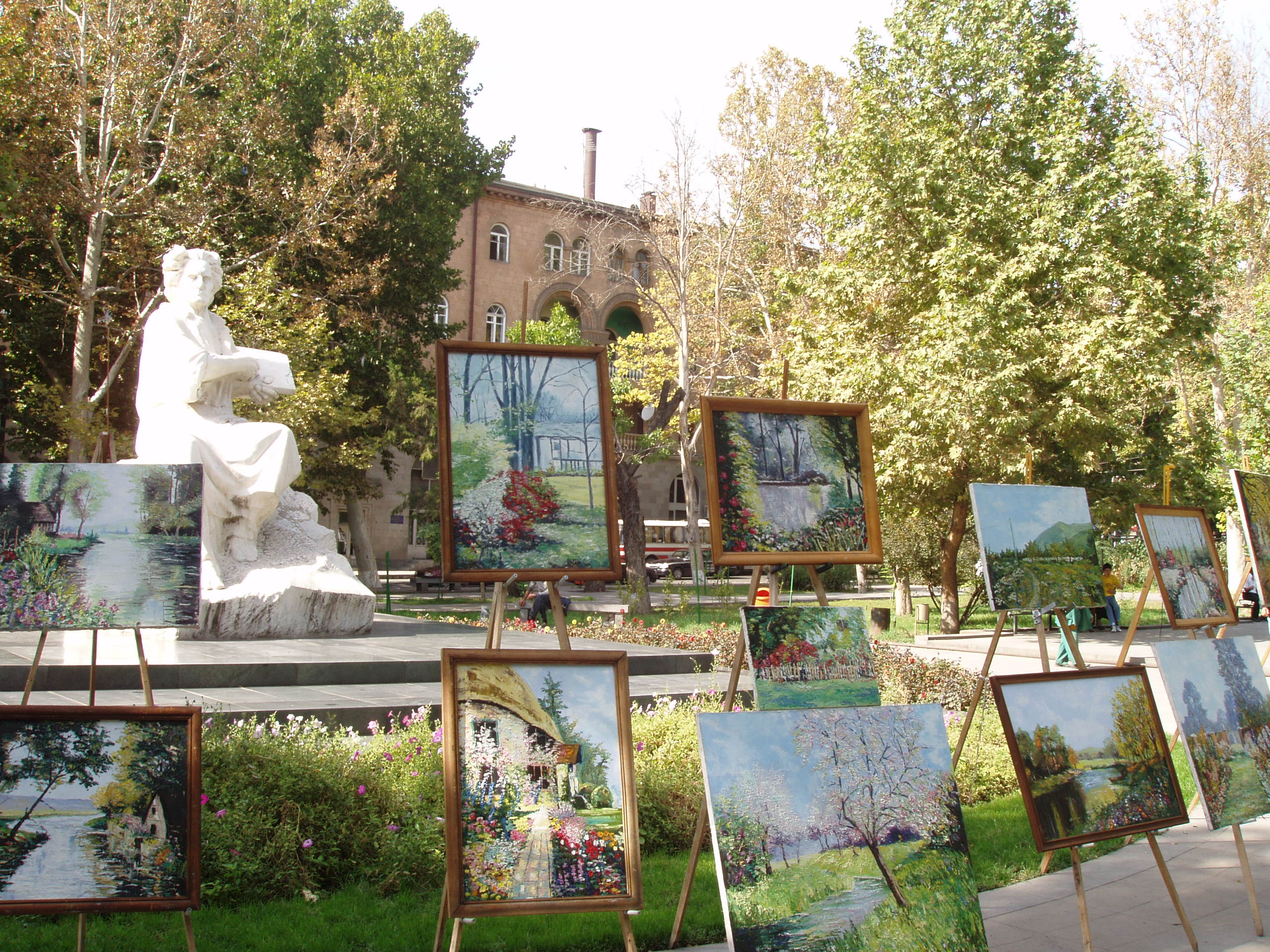
باغ مارتیروس ساریان
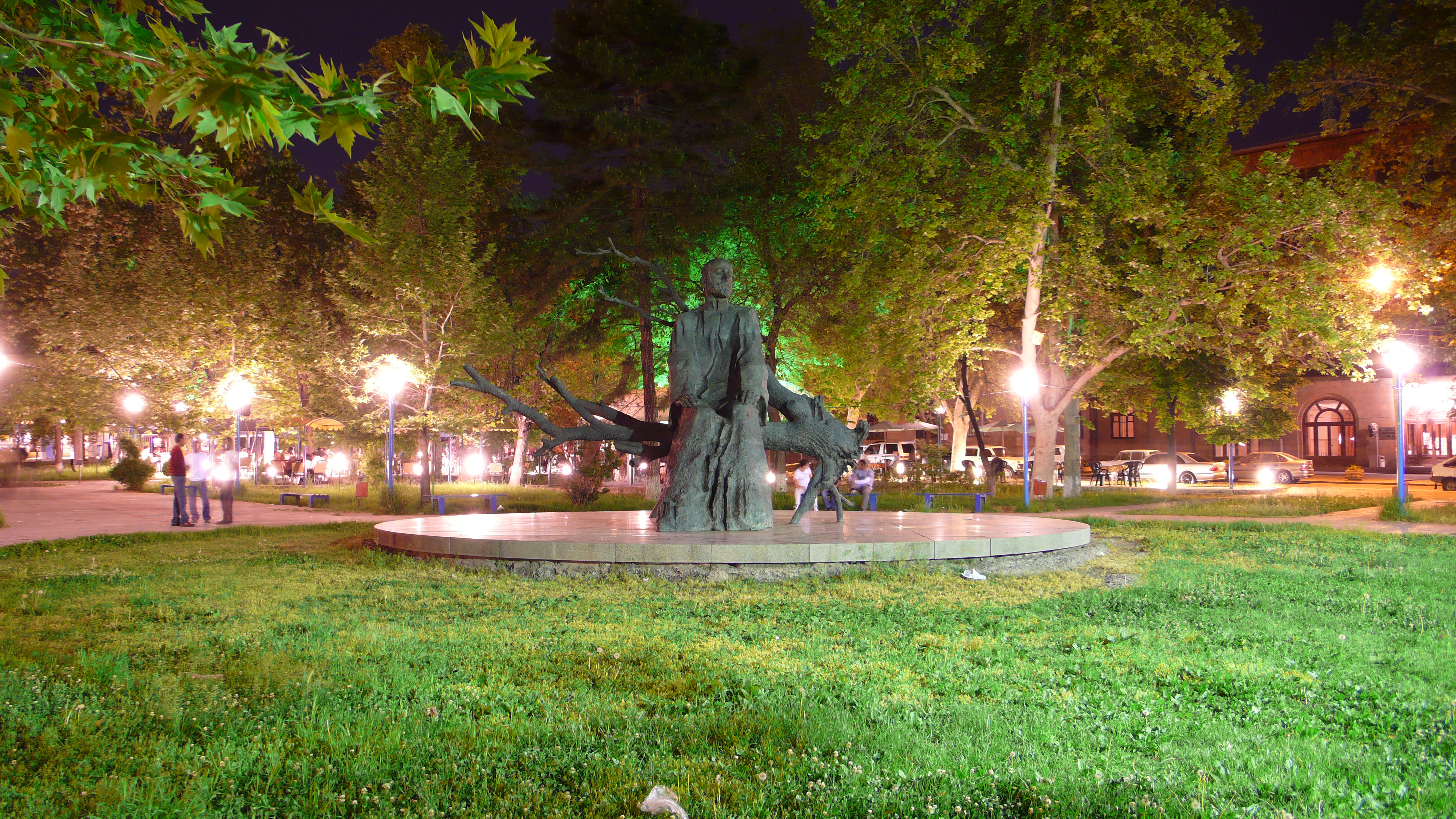
باغ کومیتاس
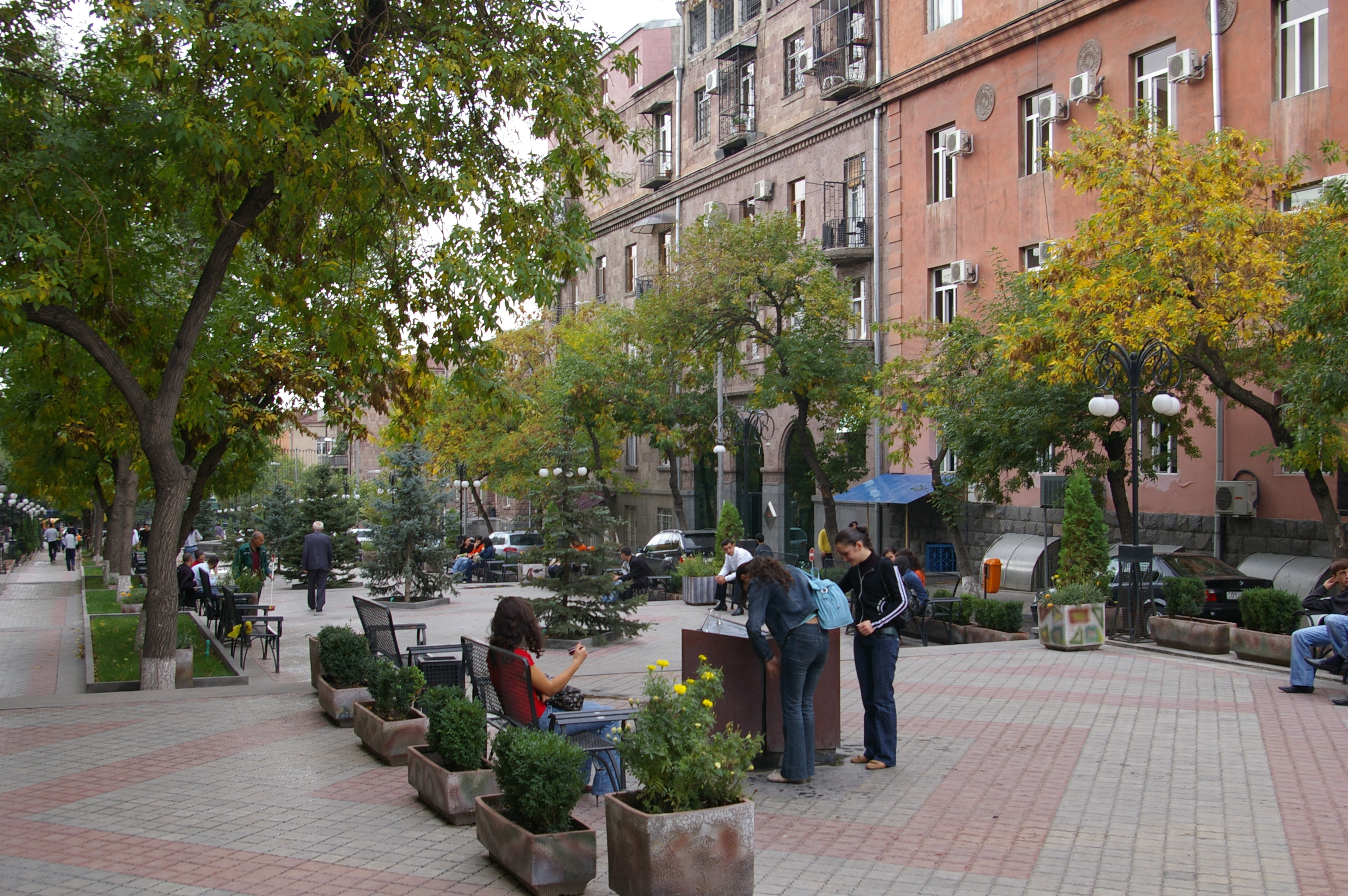
باغ مسکو
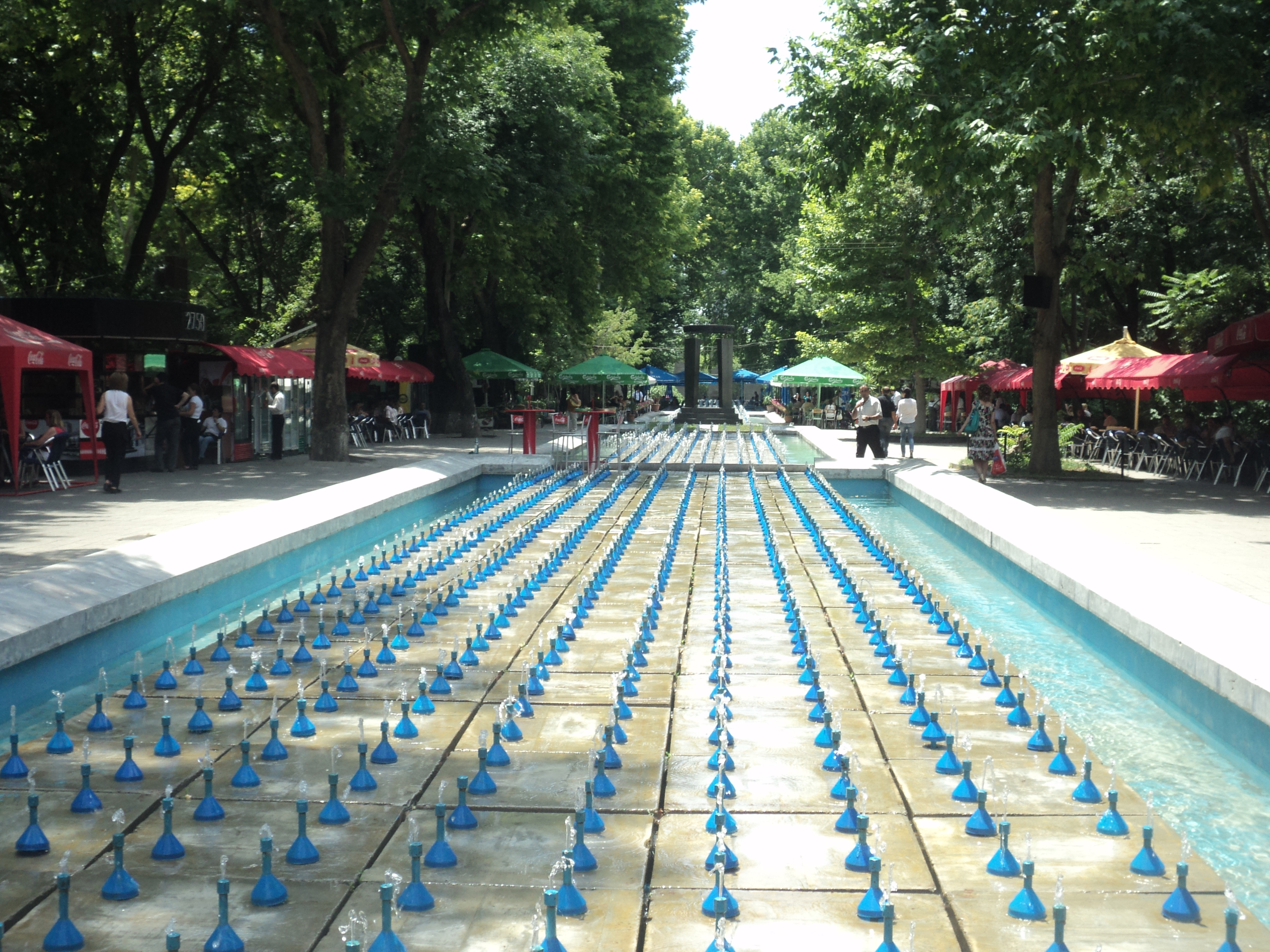
باغ شاهومیان
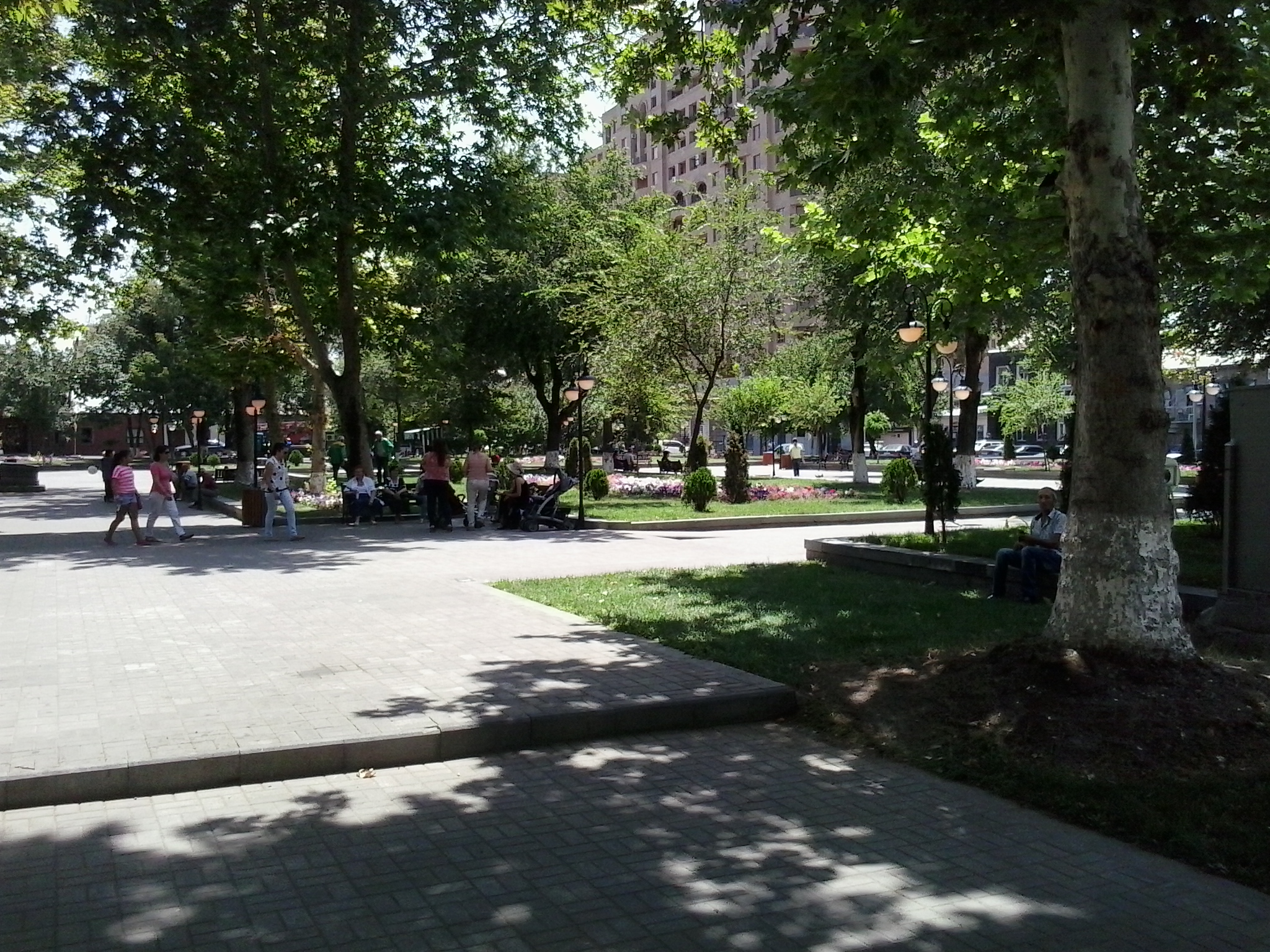
باغ میساک مانوشیان
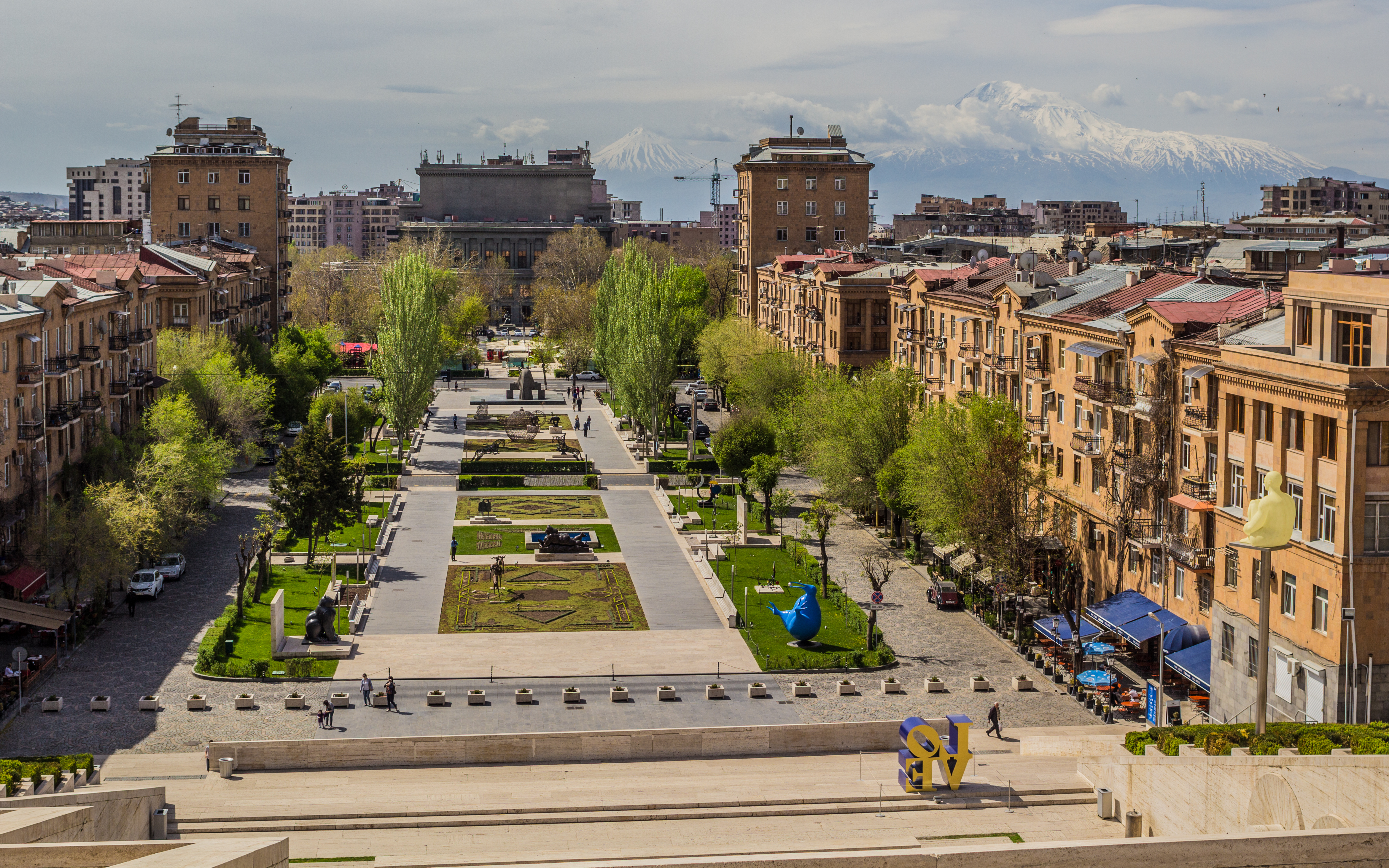
موزه هنر کافسجیان

- پارک انگلیسی
- پارک کودکان
- راه‌آهن کودکان ایروان
- Tsitsernakaberd Park
- پارک مدوور
- پارک خاچاتور آبوویان
- پارک عشاق
- باغ مارتیروس ساریان
- باغ کومیتاس
- باغ مسکو
- باغ شاهومیان
- باغ میساک مانوشیان
- باغ مجسمه‌سازی کافسجیان

## ناحیه مالاتیا سباستیا
- پارک یادبود جنگ میهن‌پرستانه
- پارک جوانان
- پارک واهان زاتیکیان
- باغ مالاتیا
- پارک مادری
- پارک عشق و ایمان
- پارک یوری باخشیان
- پارک ایتالیایی
- باغ چنار
- پارک و پانتئون یرابلور

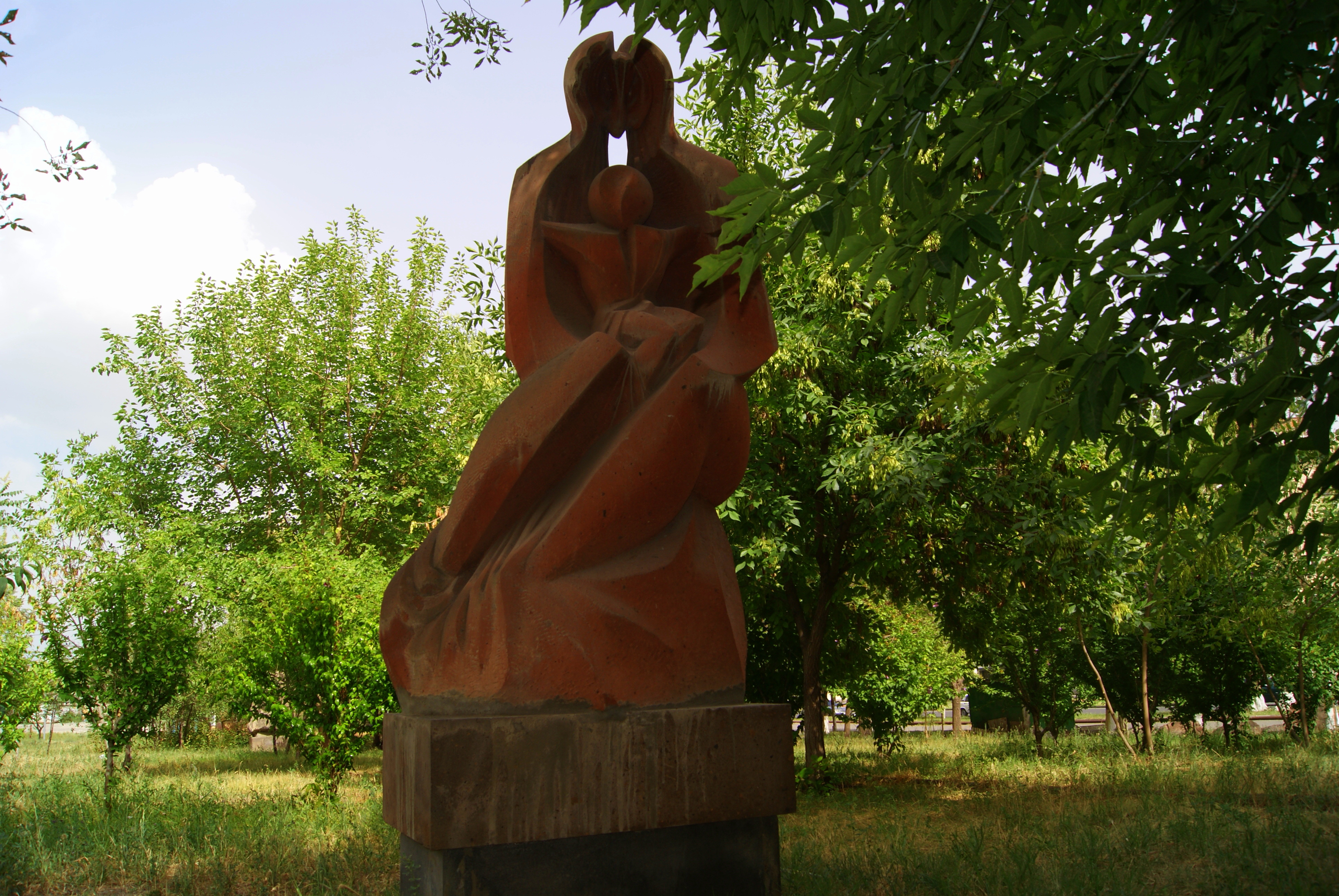
Vahan Zatikyan Park
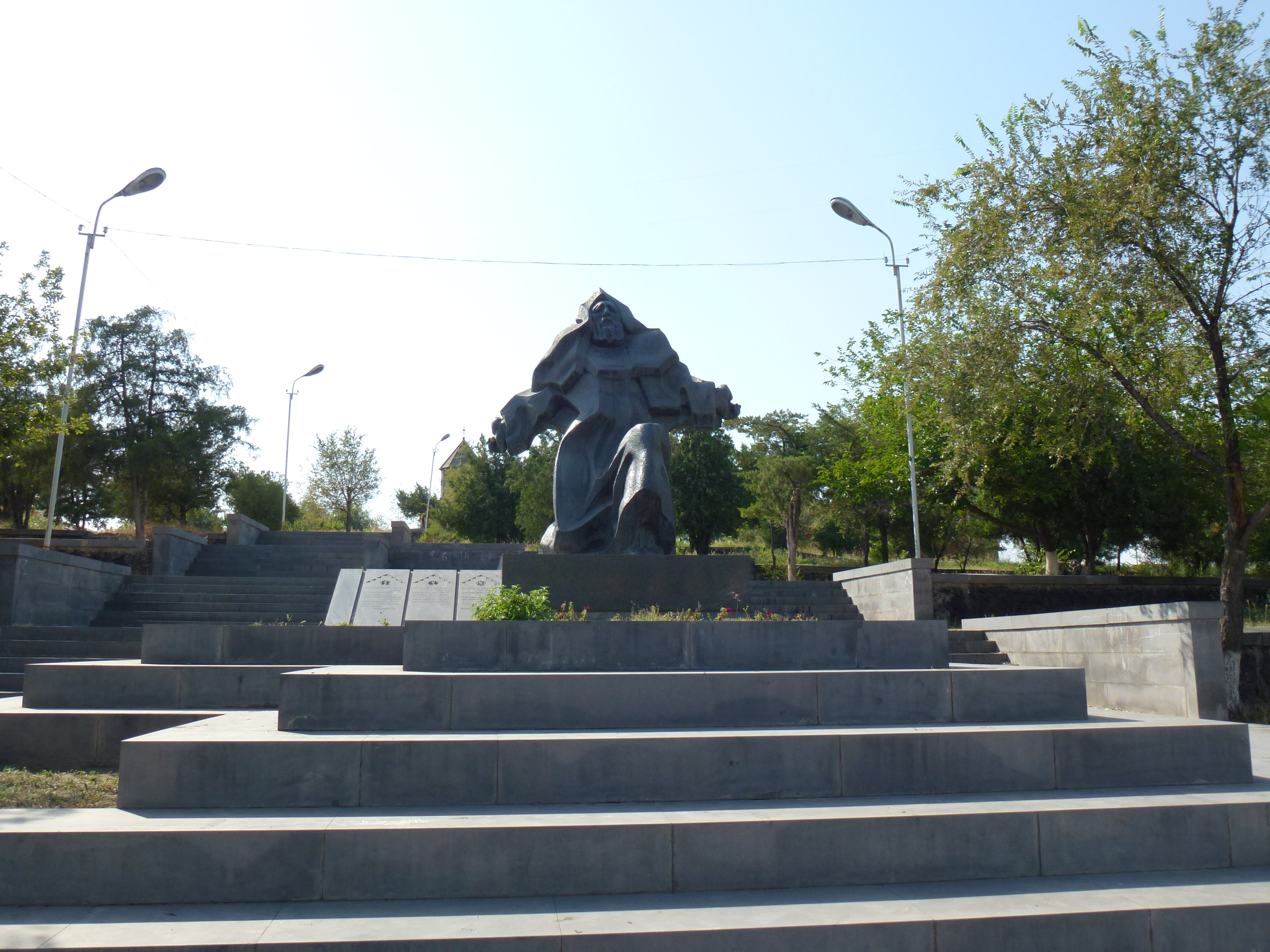
Malatia Garden
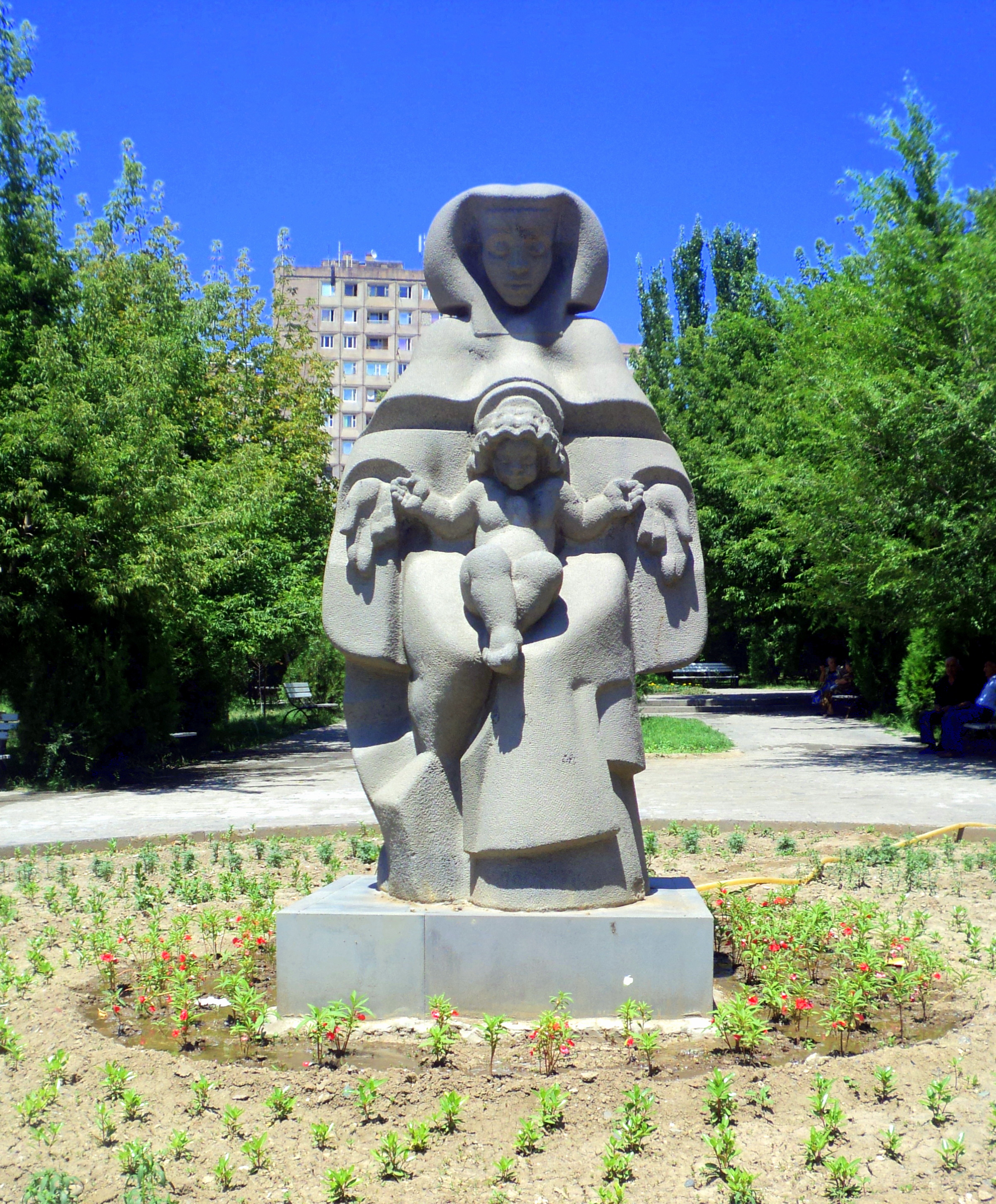
Maternity Park
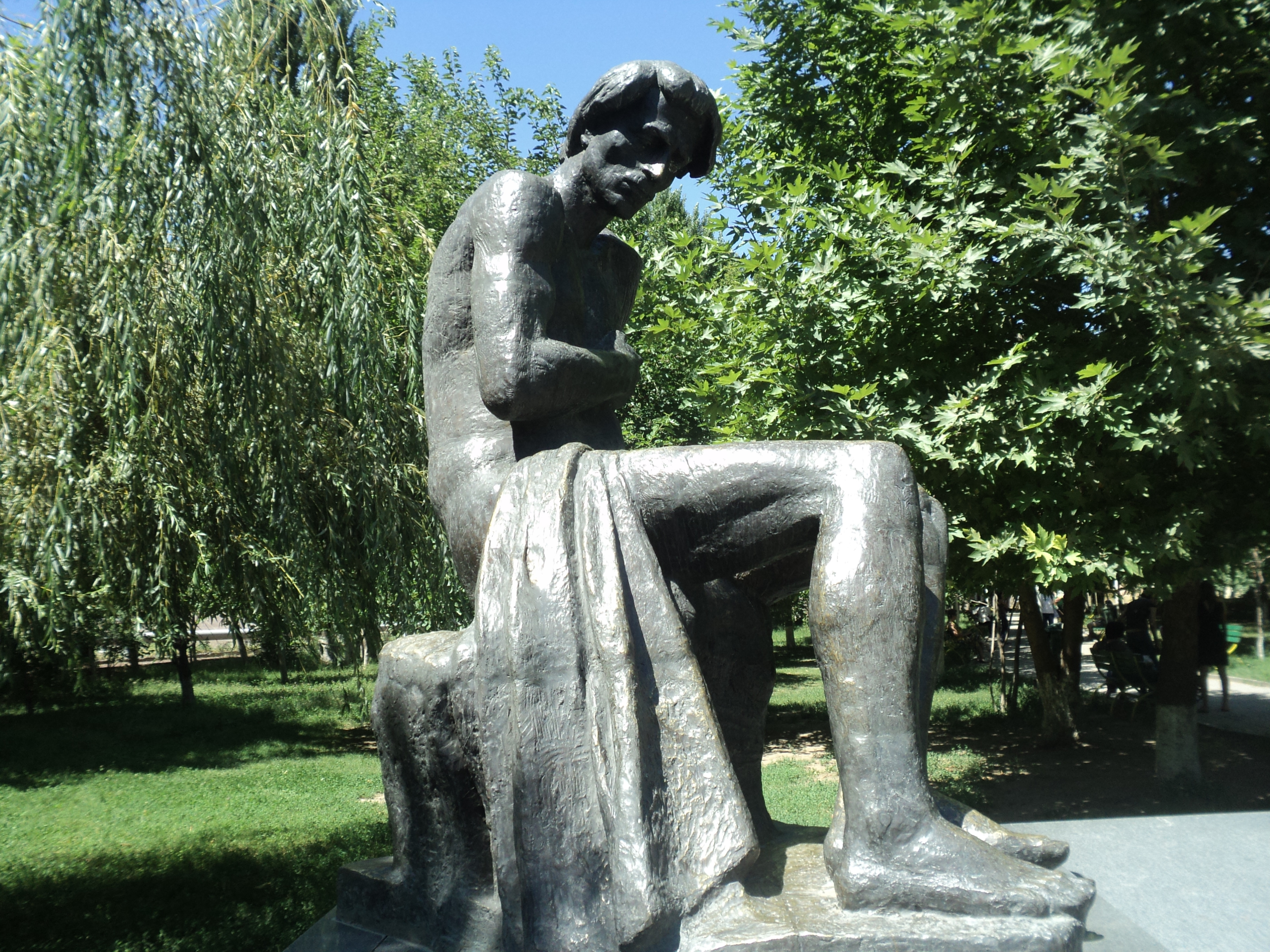
Chinar Garden
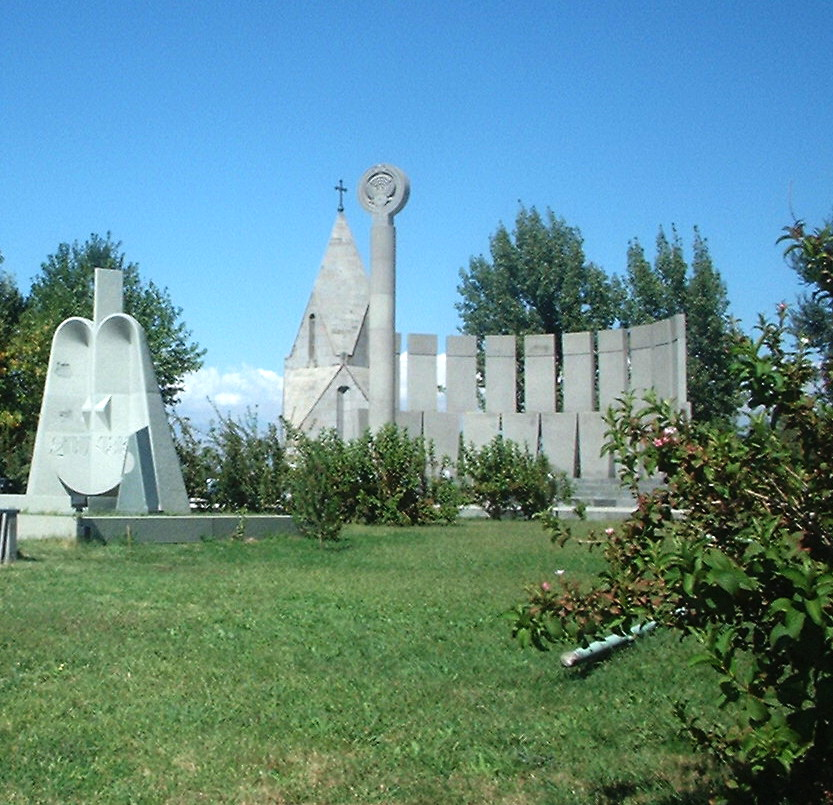
پارک یرابلور

## ناحیه نورک ماراش
- باغ هیا نورک

## ناحیه نور نورک

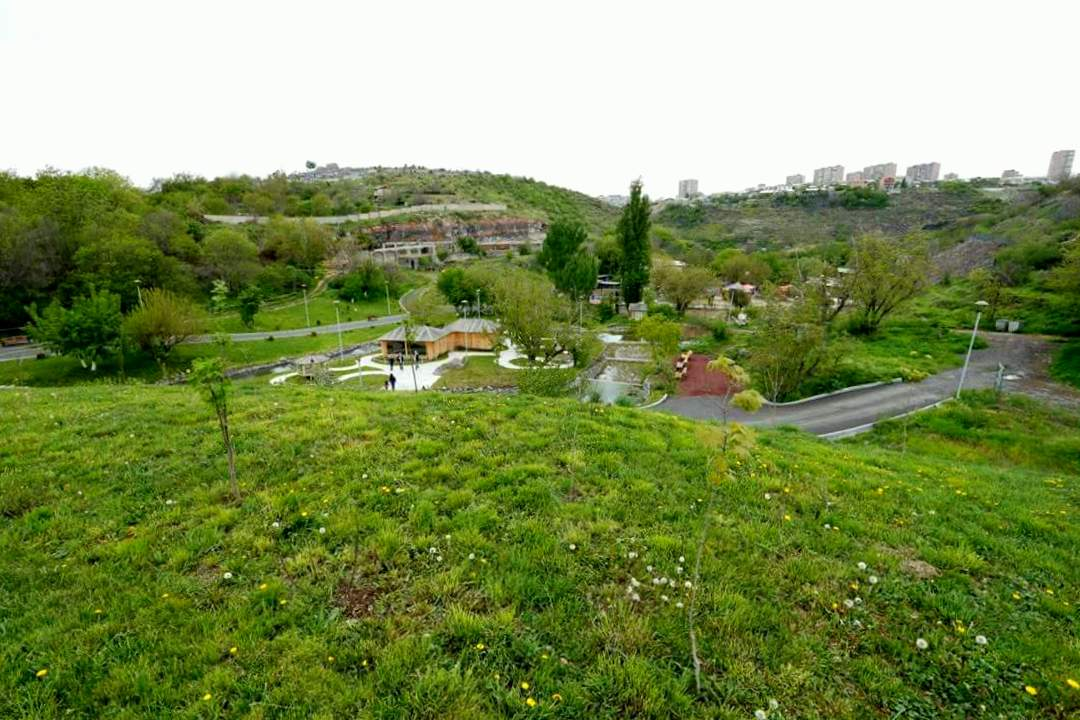
باغ‌وحش ایروان
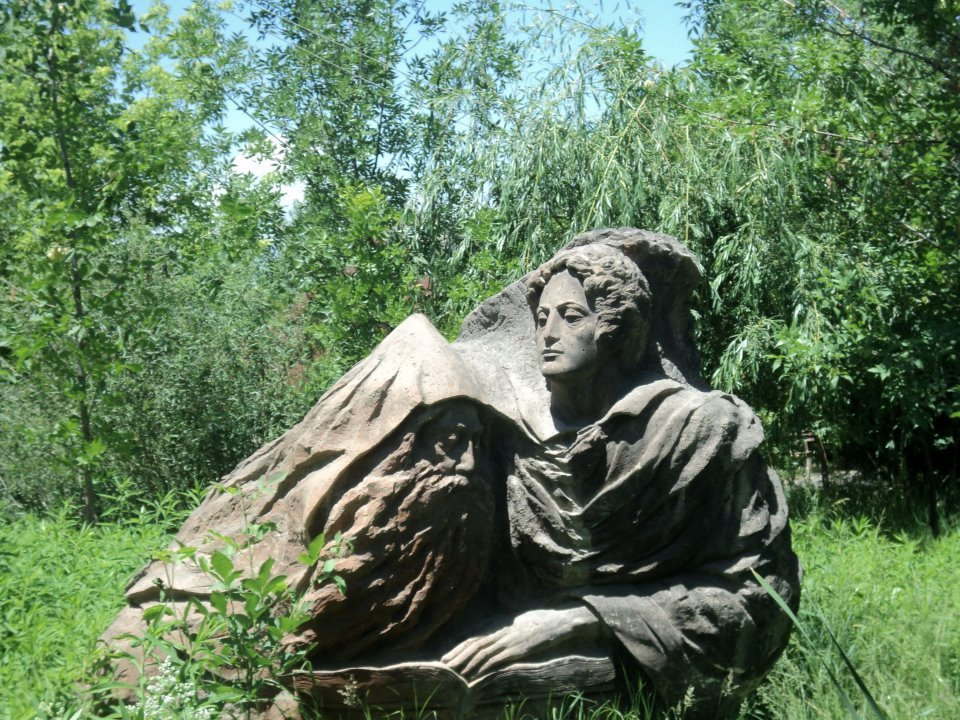
پارک فریتیوف نانسن
- پارک تاتول کرپیان
- پارک واسپوراکان
- پارک تیگران کبیر
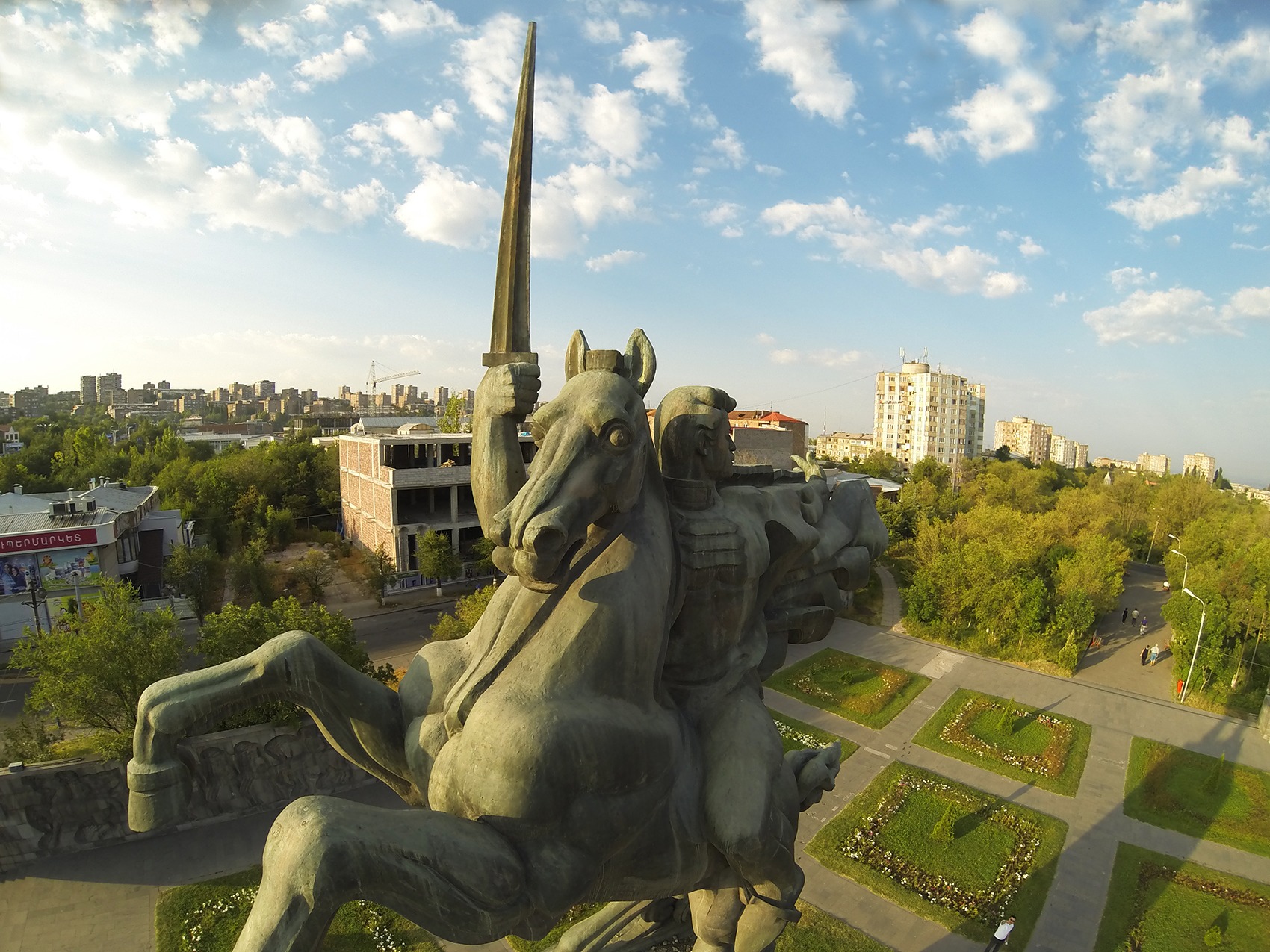
باغ سورن نازاریان

- باغ‌وحش ایروان
- پارک فریتیوف نانسن
- باغ سورن نازاریان

## ناحیه نوباراشن
- پارک مرکزی نوباراشن
- پارک نوبار نوباریان

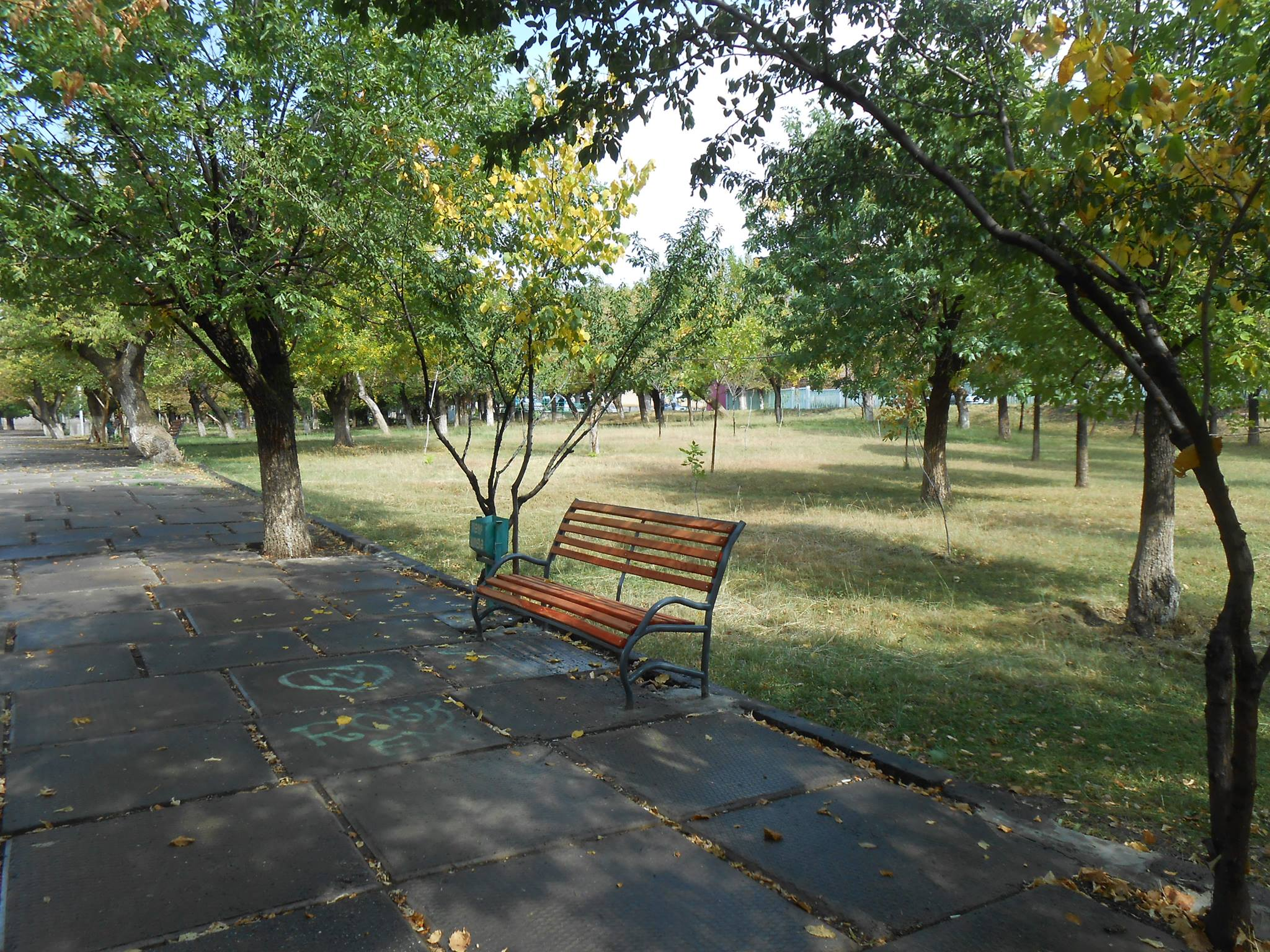
Nubarashen Central Park
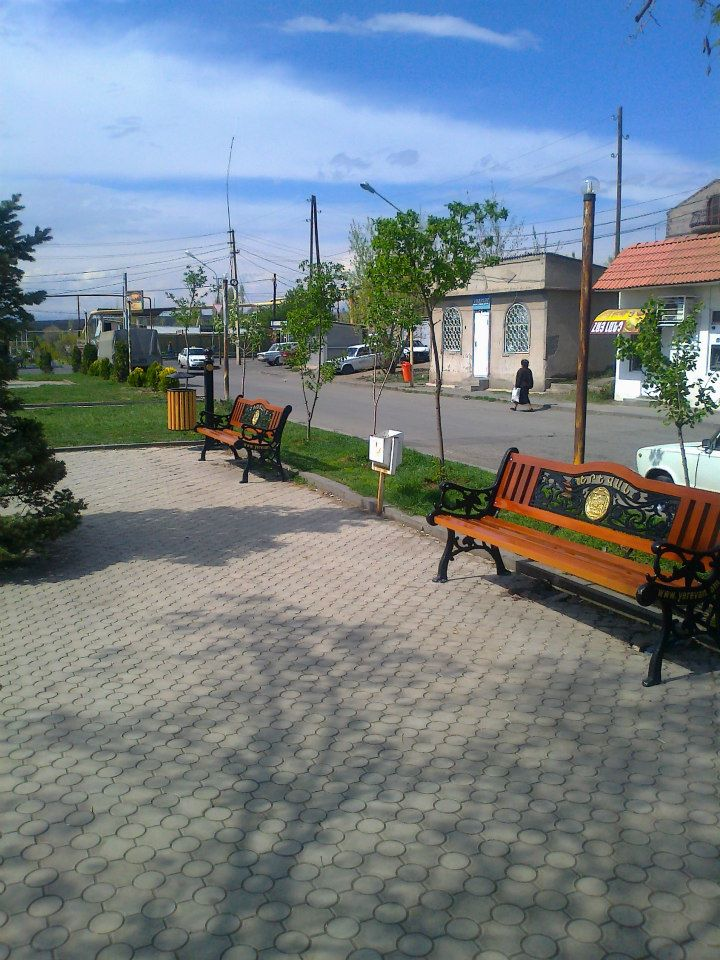
پارک نوبار نوباریان

## ناحیه شنگاویت
- پانتئون کومیتاس
- پارک آرتور کاراپتیان
- پارک مؤسس گورگیسیان
- پارک شوقاکات

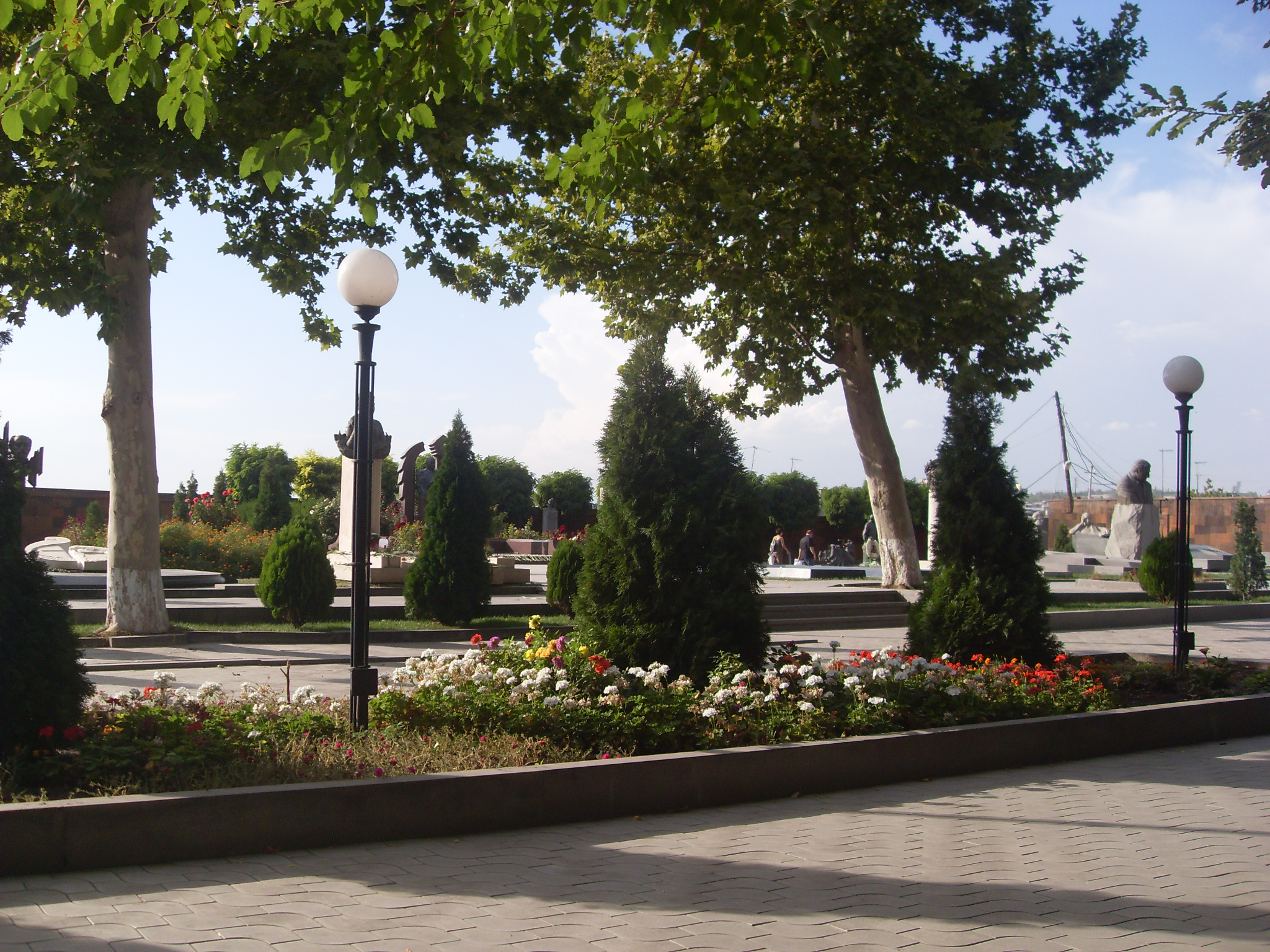
پارک کومیتاس
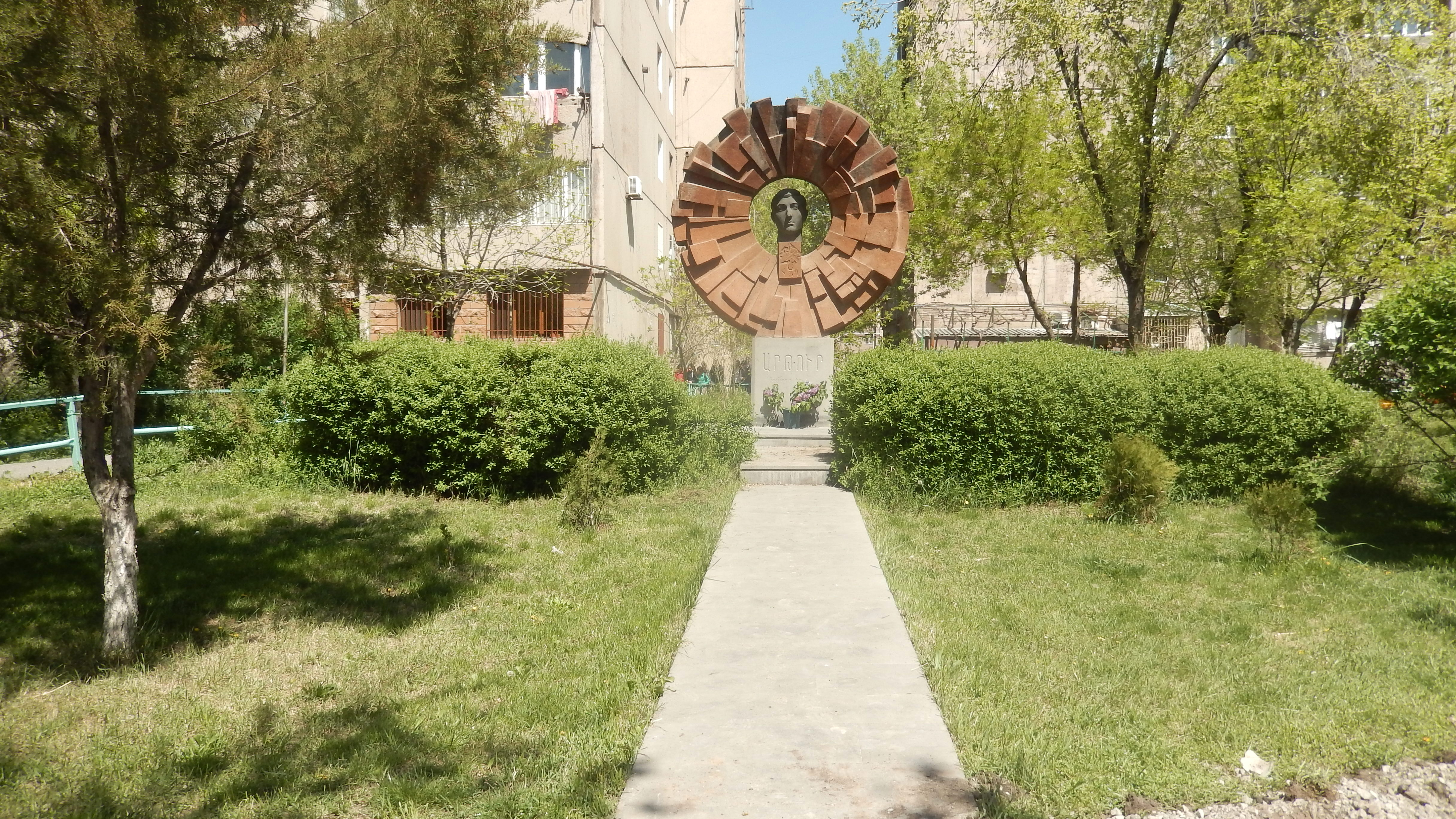
پارک آرتور کاراپتیان